# BMW serii 5
BMW serii 5 – samochód osobowy klasy wyższej produkowany pod niemiecką marką BMW od 1972 roku. Od 2023 roku jest produkowana ósma generacja modelu.

## Pierwsza generacja

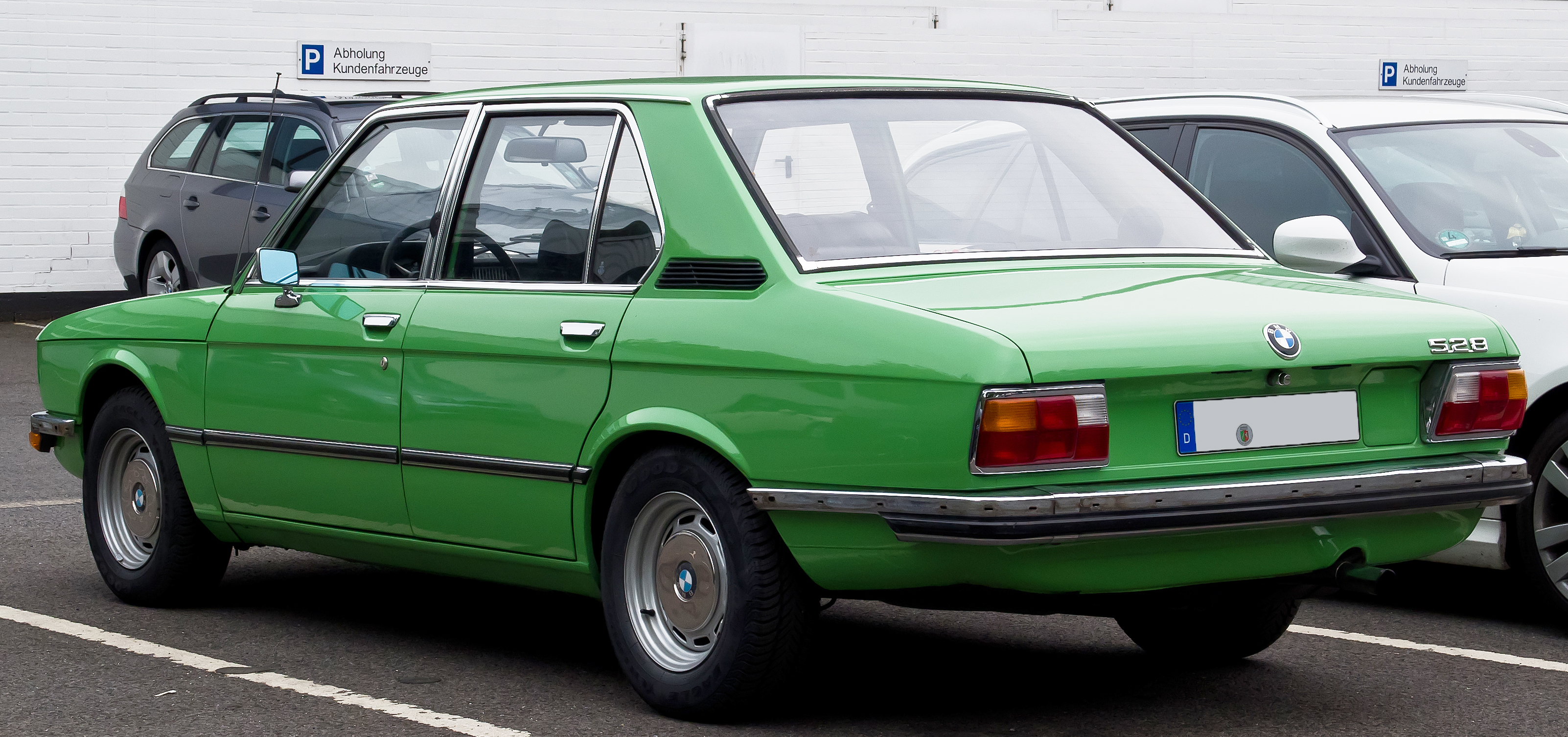
BMW serii 5 I (E12) – tył przed liftingiem

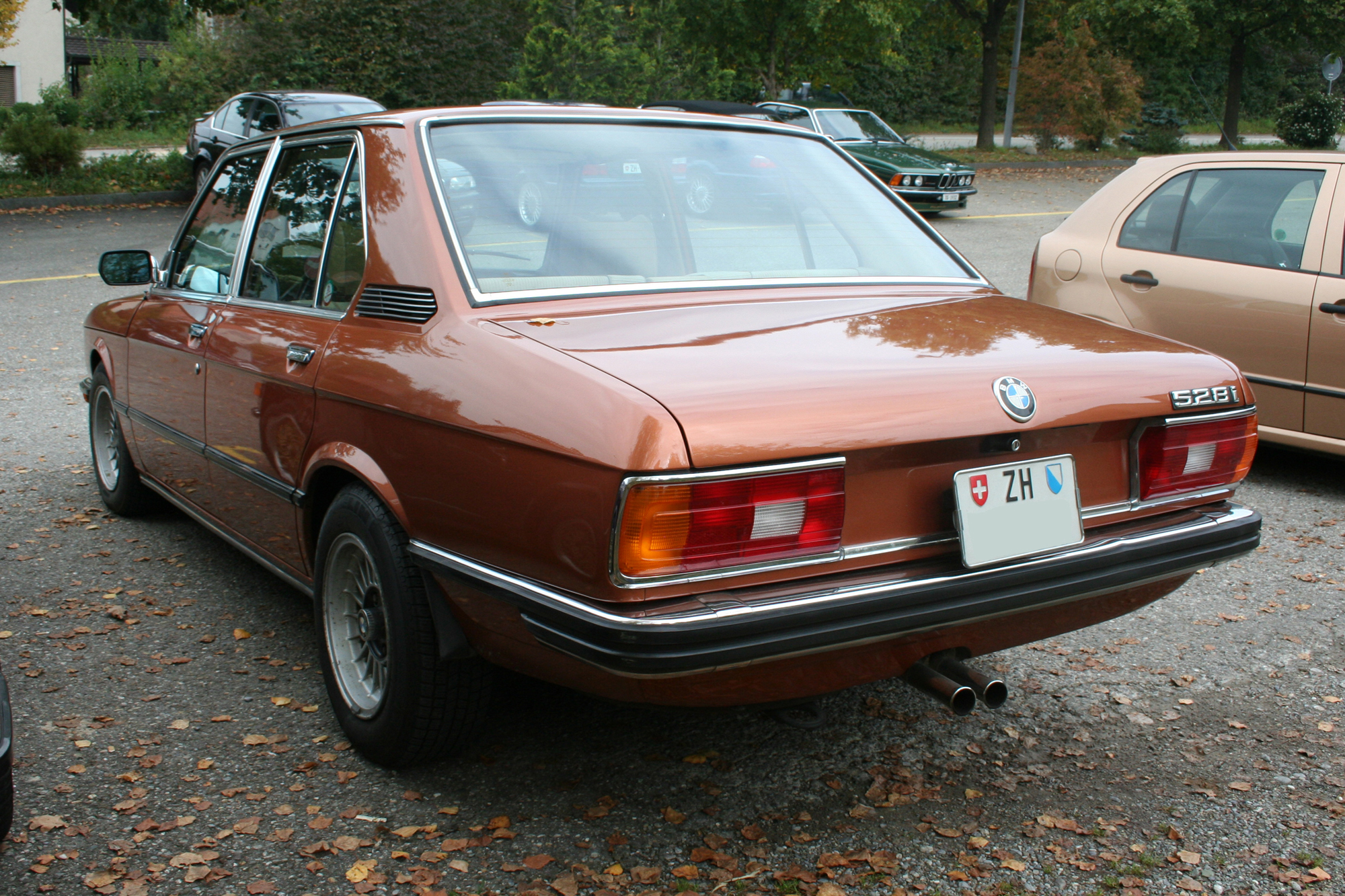
BMW serii 5 I (E12) – tył po liftingu

BMW serii 5 I – zadebiutowało w 1972 roku jako pierwszy model BMW oznaczony cyfrą 5. Auto oznaczone kodem fabrycznym E12 wyprodukowano łącznie w 699 094 egzemplarzach.
Samochód produkowano z przeznaczeniem na rynek europejski, japoński oraz amerykański.

### Rynek europejski
| Model | Model | rok     | rok     | rok     | rok     | rok     | rok   | rok     | rok     | rok     | rok     |
| Model | Model | 1 9 7 2 | 1 9 7 3 | 1 9 7 4 | 1 9 7 5 | 1 9 7 6 | 1 9 7 | 1 9 7 8 | 1 9 7 9 | 1 9 8 0 | 1 9 8 1 |
| ----- | ----- | ------- | ------- | ------- | ------- | ------- | ----- | ------- | ------- | ------- | ------- |
| 518   |       |         |         |         |         |         |       |         |         |         |         |
| 518i  |       |         |         |         |         |         |       |         |         |         |         |
| 520   | M10   |         |         |         |         |         |       |         |         |         |         |
| 520   | M20   |         |         |         |         |         |       |         |         |         |         |
| 520i  | M10   |         |         |         |         |         |       |         |         |         |         |
| 520i  | M20   |         |         |         |         |         |       |         |         |         |         |
| 525   |       |         |         |         |         |         |       |         |         |         |         |
| 528   |       |         |         |         |         |         |       |         |         |         |         |
| 528i  |       |         |         |         |         |         |       |         |         |         |         |
| 535i  |       |         |         |         |         |         |       |         |         |         |         |

### Rynek japoński
| Model | rok     | rok   | rok     | rok     | rok     | rok     |
| Model | 1 9 7 6 | 1 9 7 | 1 9 7 8 | 1 9 7 9 | 1 9 8 0 | 1 9 8 1 |
| ----- | ------- | ----- | ------- | ------- | ------- | ------- |
| 518i  |         |       |         |         |         |         |
| 528i  |         |       |         |         |         |         |
| 530i  |         |       |         |         |         |         |

### Rynek amerykański
| Model | rok     | rok     | rok     | rok   | rok     | rok     | rok     | rok     |
| Model | 1 9 7 4 | 1 9 7 5 | 1 9 7 6 | 1 9 7 | 1 9 7 8 | 1 9 7 9 | 1 9 8 0 | 1 9 8 1 |
| ----- | ------- | ------- | ------- | ----- | ------- | ------- | ------- | ------- |
| 528i  |         |         |         |       |         |         |         |         |
| 530i  |         |         |         |       |         |         |         |         |

### Dane techniczne
| Wersja             | Silnik:                   | Układ zasilania:              | Średnica × skok tłoka: | St. sprężania:     | Moc maksymalna:                    | Maks. moment obrotowy     | 0–100 km/h:        | V-max:             |
| Silniki benzynowe: | Silniki benzynowe:        | Silniki benzynowe:            | Silniki benzynowe:     | Silniki benzynowe: | Silniki benzynowe:                 | Silniki benzynowe:        | Silniki benzynowe: | Silniki benzynowe: |
| ------------------ | ------------------------- | ----------------------------- | ---------------------- | ------------------ | ---------------------------------- | ------------------------- | ------------------ | ------------------ |
| 518                | R4 1,8 l (1766 cm³), SOHC | gaźnik                        | 88,90 × 71,12 mm       | 8,3:1              | 91 KM (67 kW) przy 5500 obr./min   | 140 Nm przy 3500 obr./min | b.d.               | 160 km/h           |
| 520                | R4 2,0 l (1991 cm³), SOHC | gaźnik                        | 89,00 × 80,00 mm       | 9,0:1              | 115 KM (84 kW) przy 5800 obr./min  | 165 Nm przy 3700 obr./min | 12,3 s             | 172 km/h           |
| 520i               | R4 2,0 l (1991 cm³), SOHC | wtrysk                        | 89,00 × 80,00 mm       | 9,0:1              | 130 KM (95 kW) przy 5800 obr./min  | 178 Nm przy 4500 obr./min | 12,0 s             | 185 km/h           |
| 525                | R6 2,5 l (2495 cm³), SOHC | dwa gaźniki Zenith 32/40 INAT | 86,00 × 71,60 mm       | 9,0:1              | 145 KM (107 kW) przy 6000 obr./min | 208 Nm przy 4000 obr./min | 10,5 s             | 192 km/h           |
| 528                | R6 2,8 l (2788 cm³), SOHC | gaźnik                        | 86,00 × 80,00 mm       | 9,0:1              | 167 KM (123 kW)                    | b.d.                      | 8,5 s              | 196 km/h           |
| 528i               | R6 2,8 l (2788 cm³), SOHC | wtrysk                        | 86,00 × 80,00 mm       | 9,0:1              | 180 KM (132 kW) przy 5800 obr./min | 234 Nm przy 3400 obr./min | 8,0 s              | b.d.               |
| 530                | R6 3,0 l (2986 cm³), SOHC | gaźnik                        | 89,00 × 80,00 mm       | 9,0:1              | 180 KM (132 kW) przy 5800 obr./min | 255 Nm przy 3500 obr./min | b.d.               | 200 km/h           |
| 530 MLE            | R6 3,0 l (2986 cm³), SOHC | dwa gaźniki                   | 89,00 × 80,00 mm       | 9,0:1              | 237 KM (174 kW) przy 6000 obr./min | 277 Nm przy 4300 obr./min | 9,3 s              | 208 km/h           |

## Druga generacja

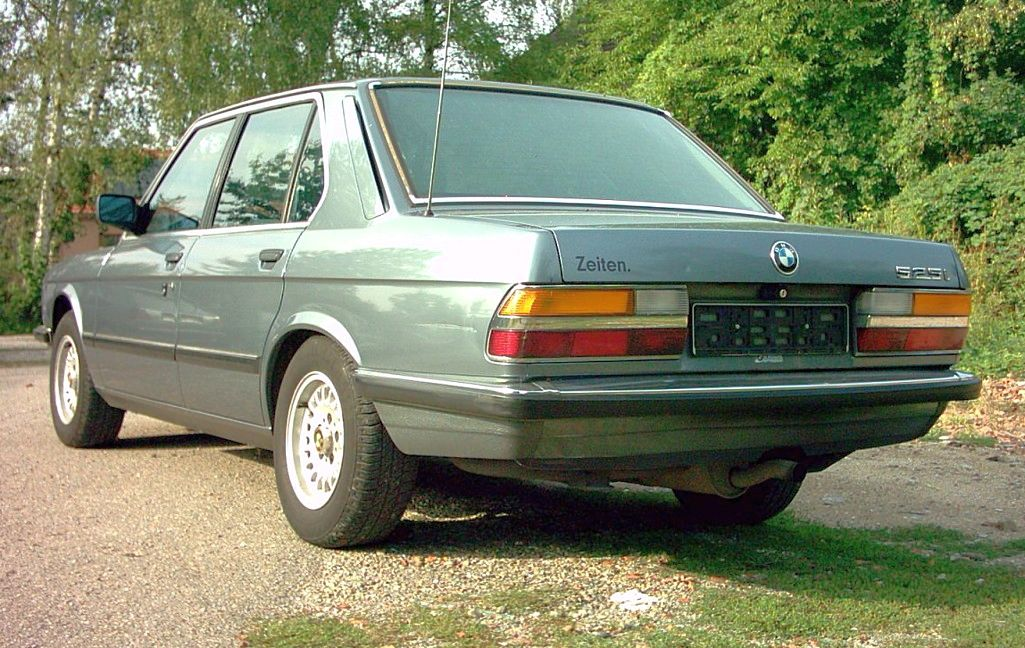
BMW serii 5 II (E28) – tył

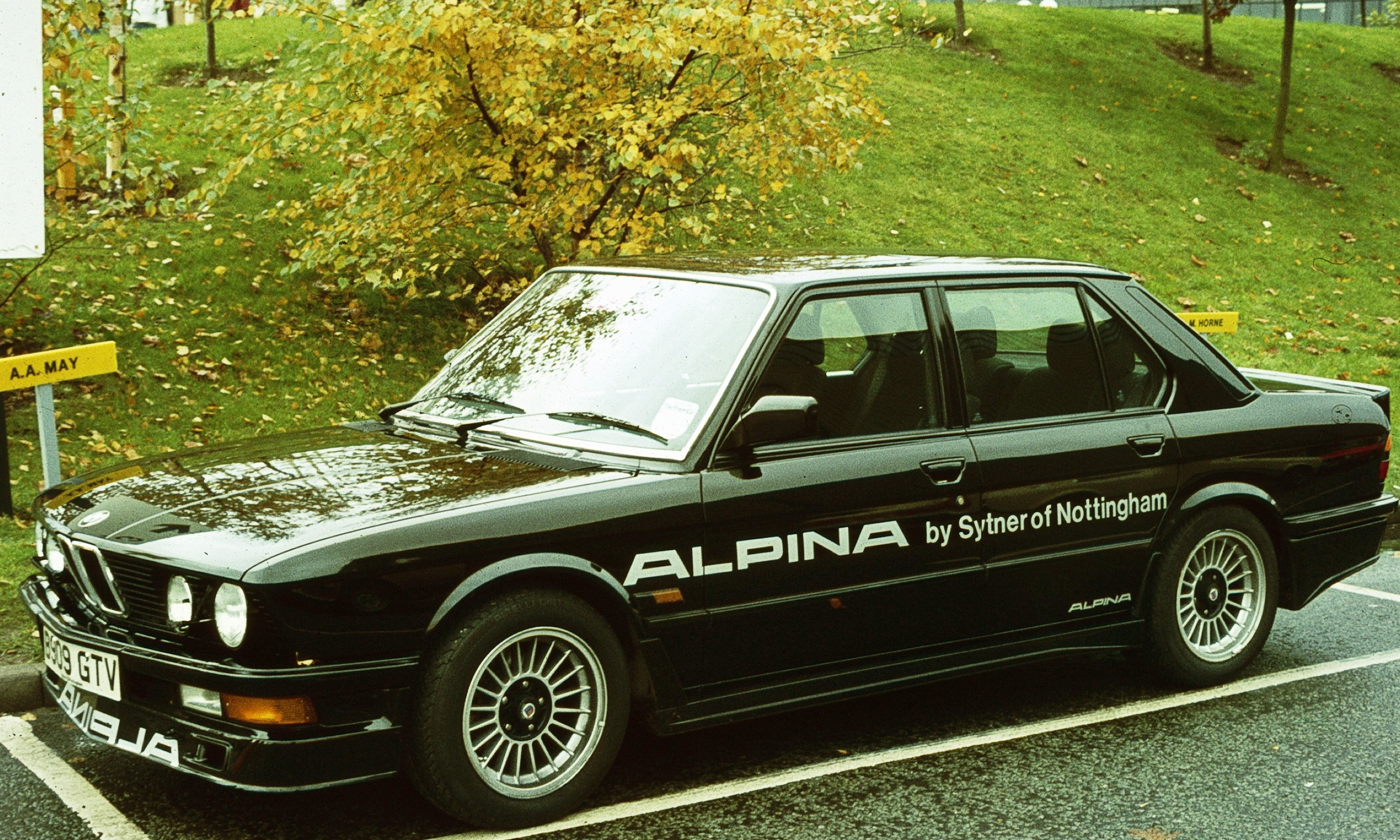
Alpina B9

BMW seria 5 II – zadebiutowało w 1980 roku jako druga generacja oznaczona kodem fabrycznym E28. Łącznie wyprodukowano 722 328 egzemplarzy modelu.
Produkcja modelu oznaczonego jako E28 trwała od 1980 roku do 1988 roku. Ta generacja mimo wyglądu upodabniającego ją do „starszej siostry”, generacji E12 modelu serii 5, została wyposażona w szereg zmian, jakie marka BMW poczyniła w zakresie jakości wykonania oraz wyposażenia. W skład tych zmian weszła między innymi redukcja masy pojazdu – E28 jest lżejsze od 60 do 90 kg (w zależności od wersji), w stosunku do swojej poprzedniczki. Najważniejszymi zmianami dotyczącymi silnika są przede wszystkim udoskonalone instalacje paliwowe oraz zapłonowe. Seria E28 przeszła także zmiany w zakresie poprawienia bezpieczeństwa podróżujących, zmieniając położenie zbiornika paliwa – został on ulokowany za tylną osią pojazdu.
Samochód produkowano z przeznaczeniem na rynek europejski, japoński, amerykański oraz południowoafrykański.

### Rynek europejski
| Model | rok     | rok     | rok     | rok     | rok     | rok     | rok     | rok     |
| Model | 1 9 8 0 | 1 9 8 1 | 1 9 8 2 | 1 9 8 3 | 1 9 8 4 | 1 9 8 5 | 1 9 8 6 | 1 9 8 7 |
| ----- | ------- | ------- | ------- | ------- | ------- | ------- | ------- | ------- |
| 518   |         |         |         |         |         |         |         |         |
| 518i  |         |         |         |         |         |         |         |         |
| 520i  |         |         |         |         |         |         |         |         |
| 524d  |         |         |         |         |         |         |         |         |
| 524td |         |         |         |         |         |         |         |         |
| 525e  |         |         |         |         |         |         |         |         |
| 525i  |         |         |         |         |         |         |         |         |
| 528i  |         |         |         |         |         |         |         |         |
| 535i  |         |         |         |         |         |         |         |         |
| M5    |         |         |         |         |         |         |         |         |
| M535i |         |         |         |         |         |         |         |         |

### Rynek japoński
| Model | rok     | rok     | rok     | rok     | rok     | rok     | rok     |
| Model | 1 9 8 1 | 1 9 8 2 | 1 9 8 3 | 1 9 8 4 | 1 9 8 5 | 1 9 8 6 | 1 9 8 7 |
| ----- | ------- | ------- | ------- | ------- | ------- | ------- | ------- |
| 518i  |         |         |         |         |         |         |         |
| 520i  |         |         |         |         |         |         |         |
| 528e  |         |         |         |         |         |         |         |
| 533i  |         |         |         |         |         |         |         |
| 535i  |         |         |         |         |         |         |         |
| M535i |         |         |         |         |         |         |         |

### Rynek amerykański
| Model | rok     | rok     | rok     | rok     | rok     | rok     | rok     |
| Model | 1 9 8 1 | 1 9 8 2 | 1 9 8 3 | 1 9 8 4 | 1 9 8 5 | 1 9 8 6 | 1 9 8 7 |
| ----- | ------- | ------- | ------- | ------- | ------- | ------- | ------- |
| 524td |         |         |         |         |         |         |         |
| 528e  |         |         |         |         |         |         |         |
| 533i  |         |         |         |         |         |         |         |
| 535i  |         |         |         |         |         |         |         |
| M5    |         |         |         |         |         |         |         |

### Rynek południowoafrykański
| Model | rok     | rok     | rok     | rok     | rok     | rok     | rok     | rok     | rok   | rok     | rok   |
| Model | 1 9 8 0 | 1 9 8 1 | 1 9 8 2 | 1 9 8 3 | 1 9 8 4 | 1 9 8 5 | 1 9 8 6 | 1 9 8 7 | 1 9 8 | 1 9 8 9 | 1 9 0 |
| ----- | ------- | ------- | ------- | ------- | ------- | ------- | ------- | ------- | ----- | ------- | ----- |
| 520i  |         |         |         |         |         |         |         |         |       |         |       |
| 525e  |         |         |         |         |         |         |         |         |       |         |       |
| 528i  |         |         |         |         |         |         |         |         |       |         |       |
| 535i  |         |         |         |         |         |         |         |         |       |         |       |
| M5    |         |         |         |         |         |         |         |         |       |         |       |

### Historia
- 1981 – rozpoczęcie produkcji modelu oznaczonego jako E28. Produkcja ruszyła w fabryce Dingolfing, w której w 1972 roku rozpoczęto produkcję pierwszej generacji serii 5 oznaczanej jako E12, której produkcję zakończono w 1981 roku wprowadzając wcześniej wspomnianą drugą serię oznaczaną jako E28.
- 1982 – zmiana wtrysku na LE Jetronic w modelach 520i (samochody z jednostką napędową o pojemności 2000 cm³).
- 1983 – wprowadzenie do produkcji nowego modelu e28 oznaczanego jako 525e (e – „eta”) o pojemności 2700 cm³, charakteryzującego się wysokim momentem obrotowym i wysoką ekonomicznością.
- 1985 – zastąpienie silnika o pojemności 1800 cm³ (90 KM) na silnik 1800 cm³ (105 KM), który uzyskał wysoki popyt m.in. dzięki temu, że został wymyślony, by odzyskać podatek dla firm na samochody o pojemności niższej niż 1800 cm³.
- 1986 – ten rok jest datowany jako ostatnie zmiany produkcyjne. Niektóre zmiany to: przyciemniane szyby, lampy przeciwmgielne, welurowa tapicerka i tylne zagłówki. Zmiany dotyczyły także zmian technicznych np. wieloklinu na drążku kierowniczym, innego oznaczenia diodowego na wskaźniku okresowej inspekcji i zmiany oleju, a także wielu innych.
- 1988 – ostatni rok produkcji modelu E28. W tym roku produkcja ogranicza się do modelu 518i.

### Dane techniczne
| Wersja                | Silnik:                          | Układ zasilania:   | Średnica × skok tłoka: | St. sprężania:     | Moc maksymalna:                    | Maks. moment obrotowy     | 0–100 km/h:        | V-max:             |
| Silniki benzynowe:    | Silniki benzynowe:               | Silniki benzynowe: | Silniki benzynowe:     | Silniki benzynowe: | Silniki benzynowe:                 | Silniki benzynowe:        | Silniki benzynowe: | Silniki benzynowe: |
| --------------------- | -------------------------------- | ------------------ | ---------------------- | ------------------ | ---------------------------------- | ------------------------- | ------------------ | ------------------ |
| 518                   | R4 1,8 l (1766 cm³), SOHC        | gaźnik             | 88,90 × 71,12 mm       | 9,5:1              | 91 KM (67 kW) przy 5500 obr./min   | 140 Nm przy 4000 obr./min | 13,7 s             | 166 km/h           |
| 518i                  | R4 1,8 l (1766 cm³), SOHC        | wtrysk Bo LE-Jet   | 88,90 × 71,12 mm       | 9,5:1              | 104 KM (77 kW) przy 5800 obr./min  | 145 Nm przy 4500 obr./min | 12,6 s             | 175 km/h           |
| 520i                  | R6 2,0 l (1991 cm³), SOHC        | wtrysk Bo L-Jet    | 89,00 × 66,00 mm       | 9,8:1              | 125 KM (92 kW) przy 5800 obr./min  | 170 Nm przy 4000 obr./min | 9,7 s              | 185 km/h           |
| 525i                  | R6 2,5 l (2495 cm³), SOHC        | wtrysk Bo L-Jet    | 86,00 × 71,60 mm       | 9,6:1              | 150 KM (110 kW) przy 5500 obr./min | 215 Nm przy 4000 obr./min | 9,6 s              | 196 km/h           |
| 525e                  | R6 2,7 l (2693 cm³), SOHC        | wtrysk Bo Mot      | 84,00 × 81,00 mm       | 11,0:1             | 125 KM (92 kW) przy 4250 obr./min  | 240 Nm przy 3250 obr./min | 9,6 s              | 185 km/h           |
| 528i                  | R6 2,8 l (2788 cm³), SOHC        | wtrysk Bo L-Jet    | 86,00 × 80,00 mm       | 9,3:1              | 184 KM (135 kW) przy 5800 obr./min | 240 Nm przy 4200 obr./min | 8,0 s              | 212 km/h           |
| M535i                 | R6 3,4 l (3430 cm³), SOHC        | wtrysk Bo Mot      | 92,00 × 86,00 mm       | 10,0:1             | 221 KM (163 kW) przy 5200 obr./min | 310 Nm przy 4000 obr./min | b.d.               | 223 km/h           |
| M5                    | R6 3,5 l (3453 cm³), DOHC        | wtrysk Bo Mot      | 93,40 × 84,00 mm       | 10,5:1             | 286 KM (210 kW) przy 6500 obr./min | 340 Nm przy 4500 obr./min | 6,1 s              | 251 km/h           |
| Silniki wysokoprężne: |                                  |                    |                        |                    |                                    |                           |                    |                    |
| 524d                  | R6 2,5 l (2443 cm³), SOHC        | pompa Bosch        | 80,00 × 81,00 mm       | 22,0:1             | 86 KM (63 kW) przy 4800 obr./min   | 152 Nm przy b.d. obr./min | 18,0 s             | b.d. km/h          |
| 524td                 | R6 2,5 l (2443 cm³), SOHC, turbo | pompa Bosch        | 80,00 × 81,00 mm       | 22,0:1             | 115 KM (84 kW) przy 4800 obr./min  | 210 Nm przy 2400 obr./min | b.d.               | 180 km/h           |

## Trzecia generacja

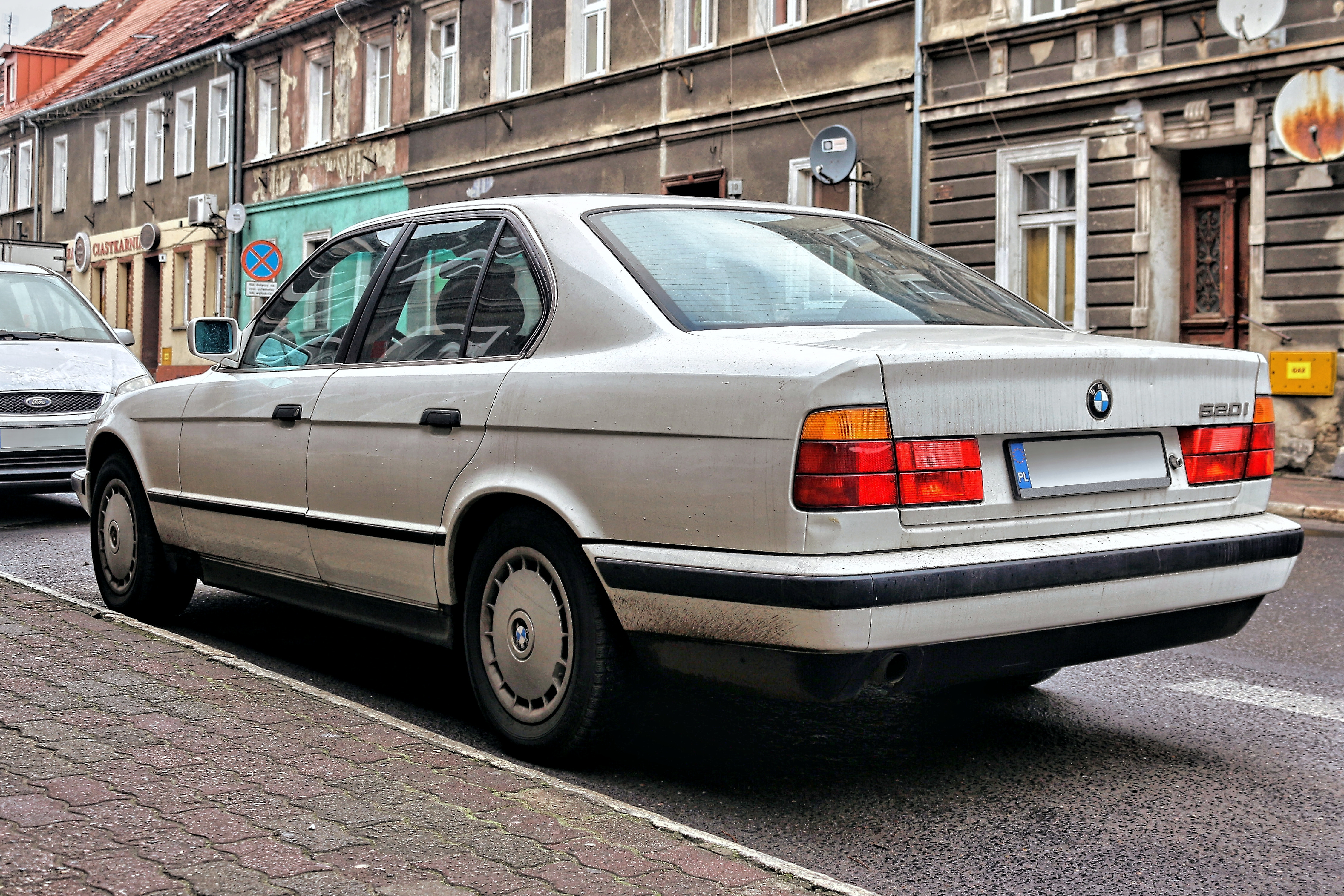
BMW serii 5 III (E34) – tył

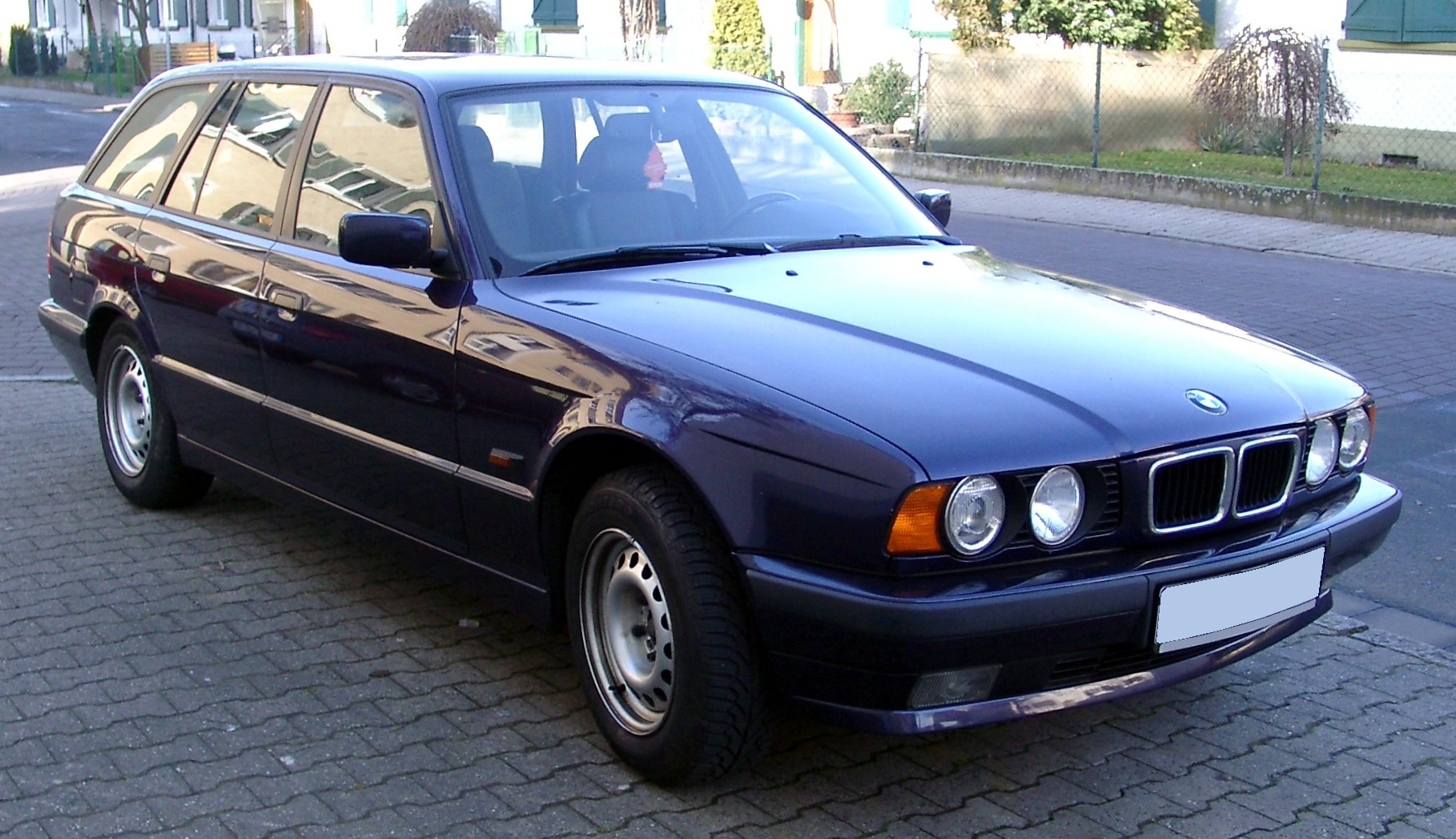
BMW serii 5 III Touring (E34) po liftingu

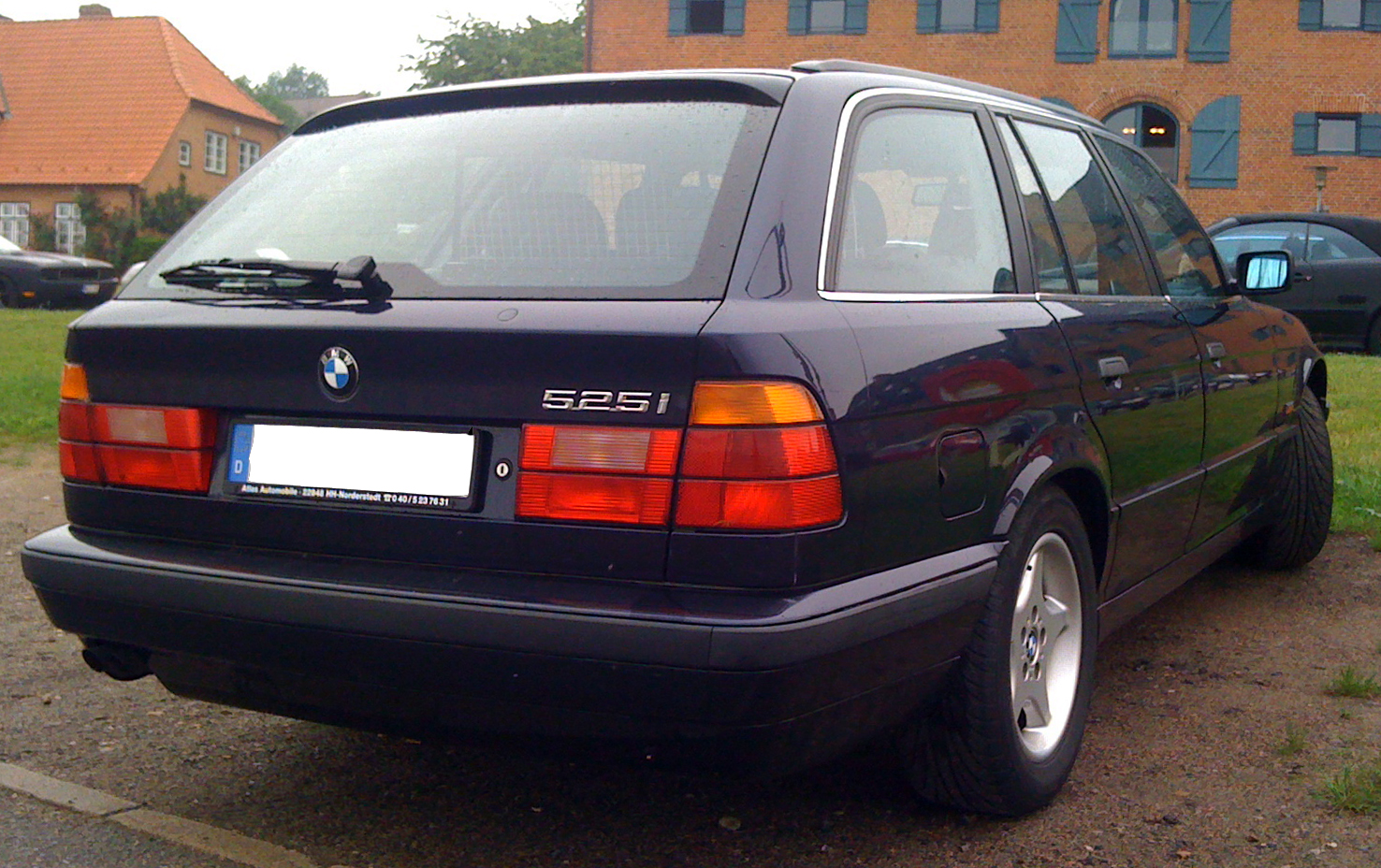
BMW serii 5 III Touring (E34)

BMW serii 5 III – zadebiutowała w 1987 roku zyskując kod fabryczny E34. Przez 8 lat produkcji wyprodukowano w dwóch zakładach marki 1 331 056 sztuk. Z początku paleta silnikowa była ograniczona do pięciu silników:
- M20B20/B25 520i i 525i (napędzane paskiem rozrządu) – odpowiednio 129 KM i 170 KM,
- M30B30/B35 530i oraz 535i – odpowiednio 188 KM (197 KM bez katalizatora) i 211 KM (220 KM),
- M21D24 524td – 115 KM.

Samochód ten uznawany był za jeden z najbezpieczniejszych w swojej klasie, za sprawą zamontowanych poduszek powietrznych dla kierowcy i pasażera, ABS-owi i solidnej konstrukcji. Sztywność skrętna nadwozia wzrosła w stosunku do poprzedniego modelu E28 o 70%, natomiast sztywność giętna o 34%. Samochód spełniał ówczesne amerykańskie normy bezpieczeństwa tj. po uderzeniu przodem w sztywną barierę przy prędkości 56 km/h (35 mil) oraz uderzeniu w tył przy prędkości 48 km/h (30 mil) wszystkie drzwi dały się otworzyć bez użycia narzędzi, a przedział pasażerski pozostał nienaruszony. Droga hamowania z prędkości 100 km/h wynosiła poniżej 40 metrów dla wersji 518 i 520i do 42 metrów dla wersji 535, co stanowiło najlepszy wynik wśród samochodów produkcyjnych typu sedan w roku 1990. W maju 1990 roku zastąpiono jednostki M20 (12 zaworowe) na M50 (24 zawory, napędzane łańcuchem rozrządu) modelach 520i (150 KM) i 525i (192 KM). Od jesieni 1992 roku dostępne były silniki V8 (M60B30, 3 litry/160 kW i M60B40, 4 litry/210 kW).
W E34 występują trzy silniki Diesla:
- 524td (M21D24, 2,4 l/115 KM) do 1991 r.,
- 525tds (M51D25, 2,5 l/143 KM),
- 525td (M51D25, 2,5 l/115 KM) od 1993 roku.

Wiele z silników E34 zostało nagrodzone w konkursie Engine Of The Year (EOTY).
Wersja 518g była fabrycznie zasilana instalacją gazową.
Skrzynie były manualne i automatyczne (produkowane przez firmę ZF).
Manualne posiadały 5 przełożeń, jedynie wersja 540 (bardzo rzadko spotykana) – 6 biegów.
Automaty: 4 biegowe (4HPxx) oraz 5 biegowe (5HPxx)
W 1991 roku wprowadzono wersję iX – z napędem na 4 koła. Dostępne były 2 nadwozia – sedan i kombi. Do napędu posłużył silnik M50B25 2,5 192 KM. Była możliwość wyboru między skrzynią automatyczną i manualną. Powstało 9366 egzemplarzy modelu E34 525iX.
We wrześniu 1991 roku rozpoczęto produkcję wersji nadwoziowej kombi touring z unikatowym wtedy podwójnym szyberdachem. Od 1988 w sprzedaży była także wersja M5.
BMW E34 przeszło trzy faceliftingi, pierwszy we wrześniu 1990 roku – wprowadzono silniki M50 z 24 zaworami, które zastąpiły starsze konstrukcje M20. Silnik M21 został zastąpiony przez M51 w dwóch wariantach – TD i TDS z intercoolerem. Skrzynie automatyczne 4 biegowe, zastąpiono 5 biegowymi. Drugi lifting objął zmianę min. lusterek, zastosowano inne materiały we wnętrzu. Standardowo dla wszystkich modeli wprowadzono poduszkę powietrzną kierowcy i ABS. W silnikach M50 zastosowano system zmiennych faz rozrządu VANOS. Silniki M30 ustąpiły miejsca modelom z silnikami V8. 530i v8 i 540i posiadały szerszy grill i inną maskę, niż inne wersje. Trzeci miał miejsce w połowie 1994 roku, zastosowano wówczas przednią atrapę (grill, tzw. nerki) na tzw. szeroki oraz klapę silnika do każdej wersji silnikowej. Silnik M43 zastąpił silnik M40 w wersji 518i. Wprowadzone wersję wyposażenia Executive – m.in. dokładki progowe i listwy dolne drzwi jak w wersji M-Technik, lakierowane doły zderzaków, 16" felgi, drewniane wykończenie. Dodano drugi air-bag do listy wyposażenia dla wszystkich wersji. Łącznie sprzedano 1 331 056 egzemplarzy.
Samochód był produkowany z przeznaczeniem na pięć rynków: europejski, japoński, tajlandzki, amerykański oraz południowoafrykański.

### Rynek europejski
| Model  | Model  | Model | rok     | rok   | rok     | rok   | rok   | rok   | rok   | rok   | rok   | rok   |
| Model  | Model  | Model | 1 9 8 7 | 1 9 8 | 1 9 8 9 | 1 9 0 | 1 9 1 | 1 9 2 | 1 9 3 | 1 9 4 | 1 9 5 | 1 9 6 |
| ------ | ------ | ----- | ------- | ----- | ------- | ----- | ----- | ----- | ----- | ----- | ----- | ----- |
| 518g   | 518g   | Kombi |         |       |         |       |       |       |       |       |       |       |
| 518i   | M40    | Sedan |         |       |         |       |       |       |       |       |       |       |
| 518i   | M40    | Kombi |         |       |         |       |       |       |       |       |       |       |
| 518i   | M43    | Sedan |         |       |         |       |       |       |       |       |       |       |
| 518i   | M43    | Kombi |         |       |         |       |       |       |       |       |       |       |
| 520i   | M20    | Sedan |         |       |         |       |       |       |       |       |       |       |
| 520i   | M50    | Sedan |         |       |         |       |       |       |       |       |       |       |
| 520i   | M50    | Kombi |         |       |         |       |       |       |       |       |       |       |
| 524td  | 524td  | Sedan |         |       |         |       |       |       |       |       |       |       |
| 525i   | M20    | Sedan |         |       |         |       |       |       |       |       |       |       |
| 525i   | M50    | Sedan |         |       |         |       |       |       |       |       |       |       |
| 525i   | M50    | Kombi |         |       |         |       |       |       |       |       |       |       |
| 525ix  | 525ix  | Sedan |         |       |         |       |       |       |       |       |       |       |
| 525ix  | 525ix  | Kombi |         |       |         |       |       |       |       |       |       |       |
| 525td  | 525td  | Sedan |         |       |         |       |       |       |       |       |       |       |
| 525td  | 525td  | Kombi |         |       |         |       |       |       |       |       |       |       |
| 525tds | 525tds | Sedan |         |       |         |       |       |       |       |       |       |       |
| 525tds | 525tds | Kombi |         |       |         |       |       |       |       |       |       |       |
| 530i   | M30    | Sedan |         |       |         |       |       |       |       |       |       |       |
| 530i   | M60    | Sedan |         |       |         |       |       |       |       |       |       |       |
| 530i   | M60    | Kombi |         |       |         |       |       |       |       |       |       |       |
| 535i   | 535i   | Sedan |         |       |         |       |       |       |       |       |       |       |
| 540i   | 540i   | Sedan |         |       |         |       |       |       |       |       |       |       |
| 540i   | 540i   | Kombi |         |       |         |       |       |       |       |       |       |       |
| M5     | 3.6    | Sedan |         |       |         |       |       |       |       |       |       |       |
| M5     | 3.8    | Sedan |         |       |         |       |       |       |       |       |       |       |
| M5     | 3.8    | Kombi |         |       |         |       |       |       |       |       |       |       |

### Rynek japoński
| Model | Model | Model | rok     | rok   | rok     | rok   | rok   | rok   | rok   | rok   | rok   |
| Model | Model | Model | 1 9 8 7 | 1 9 8 | 1 9 8 9 | 1 9 0 | 1 9 1 | 1 9 2 | 1 9 3 | 1 9 4 | 1 9 5 |
| ----- | ----- | ----- | ------- | ----- | ------- | ----- | ----- | ----- | ----- | ----- | ----- |
| 520i  | 520i  | Sedan |         |       |         |       |       |       |       |       |       |
| 525i  | M20   | Sedan |         |       |         |       |       |       |       |       |       |
| 525i  | M50   | Sedan |         |       |         |       |       |       |       |       |       |
| 535i  |       | Sedan |         |       |         |       |       |       |       |       |       |
| M5    | 3.6   | Sedan |         |       |         |       |       |       |       |       |       |
| M5    | 3.8   | Sedan |         |       |         |       |       |       |       |       |       |

### Rynek tajlandzki
| Model | Model | Model | rok   | rok   | rok   | rok   | rok   | rok   | rok   |
| Model | Model | Model | 1 9 0 | 1 9 1 | 1 9 2 | 1 9 3 | 1 9 4 | 1 9 5 | 1 9 6 |
| ----- | ----- | ----- | ----- | ----- | ----- | ----- | ----- | ----- | ----- |
| 520i  | 520i  | Sedan |       |       |       |       |       |       |       |

### Rynek amerykański
| Model | Model | Model | rok   | rok     | rok   | rok   | rok   | rok   | rok   | rok   | rok   |
| Model | Model | Model | 1 9 8 | 1 9 8 9 | 1 9 0 | 1 9 1 | 1 9 2 | 1 9 3 | 1 9 4 | 1 9 5 | 1 9 6 |
| ----- | ----- | ----- | ----- | ------- | ----- | ----- | ----- | ----- | ----- | ----- | ----- |
| 525i  | M20   | Sedan |       |         |       |       |       |       |       |       |       |
| 525i  | M50   | Sedan |       |         |       |       |       |       |       |       |       |
| 525i  | M50   | Kombi |       |         |       |       |       |       |       |       |       |
| 530i  | 530i  | Sedan |       |         |       |       |       |       |       |       |       |
| 530i  | 530i  | Kombi |       |         |       |       |       |       |       |       |       |
| 535i  | 535i  | Sedan |       |         |       |       |       |       |       |       |       |
| 540i  | 540i  | Sedan |       |         |       |       |       |       |       |       |       |
| M5    | 3.6   | Sedan |       |         |       |       |       |       |       |       |       |

### Rynek południowoafrykański
| Model | Model | Model | rok   | rok     | rok   | rok   | rok   | rok   | rok   | rok   | rok   |
| Model | Model | Model | 1 9 8 | 1 9 8 9 | 1 9 0 | 1 9 1 | 1 9 2 | 1 9 3 | 1 9 4 | 1 9 5 | 1 9 6 |
| ----- | ----- | ----- | ----- | ------- | ----- | ----- | ----- | ----- | ----- | ----- | ----- |
| 520i  | 520i  | Sedan |       |         |       |       |       |       |       |       |       |
| 525i  | M20   | Sedan |       |         |       |       |       |       |       |       |       |
| 525i  | M50   | Sedan |       |         |       |       |       |       |       |       |       |
| 530i  |       | Sedan |       |         |       |       |       |       |       |       |       |
| 535i  |       | Sedan |       |         |       |       |       |       |       |       |       |
| 540i  |       | Sedan |       |         |       |       |       |       |       |       |       |
| M5    | 3.6   | Sedan |       |         |       |       |       |       |       |       |       |

### Alpina B10

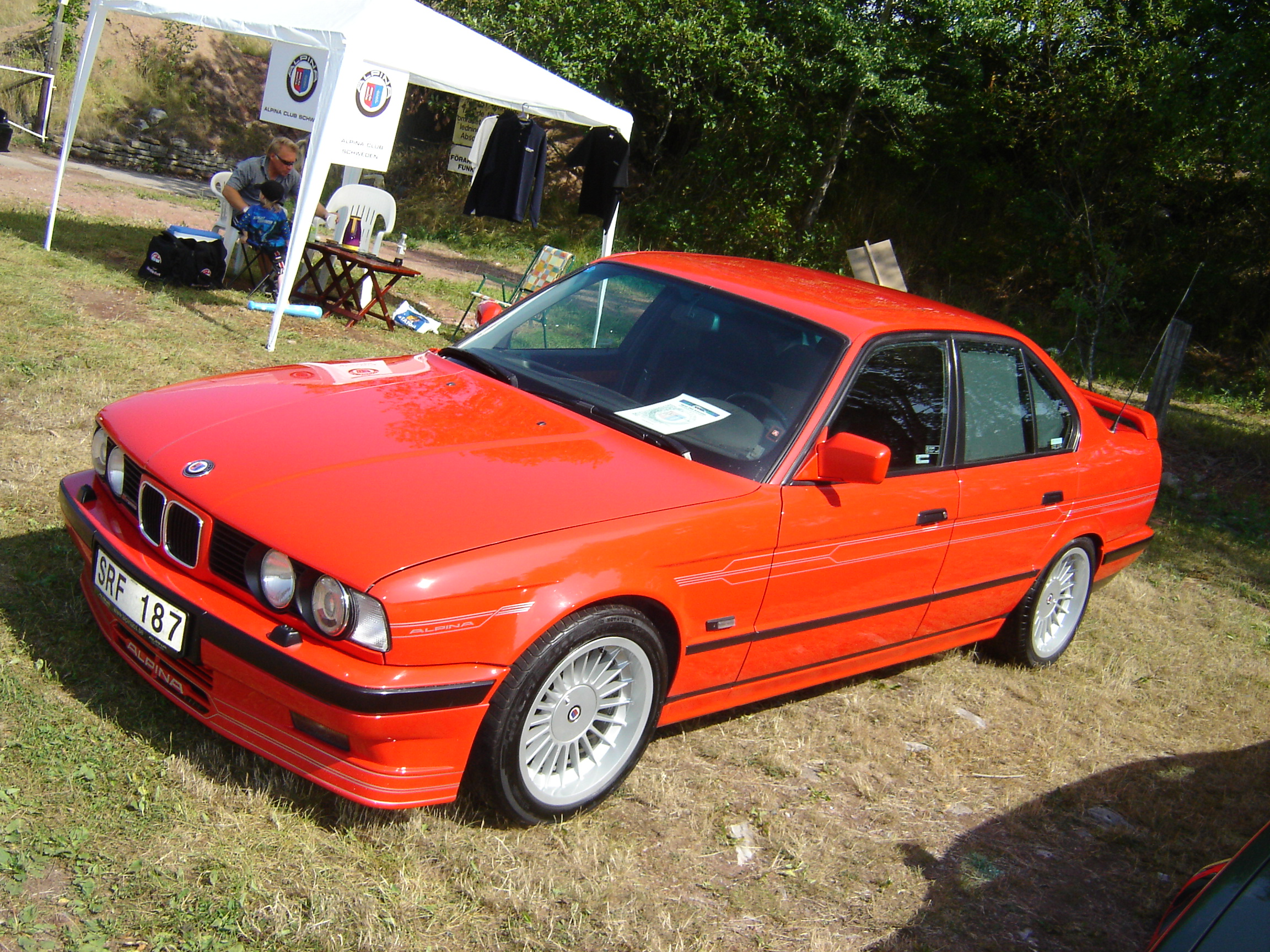
BMW E34 Alpina B10

W 1991 roku firma Alpina wypuściła model Alpina B10 Biturbo bazujący na BMW 535i serii E34. Silnik ten wspomagany przez dwie turbosprężarki osiągał moc 360 KM i pozwalał rozpędzić Alpinę do 291 km/h. W 1993 roku Alpina B10 BiTurbo kosztowała 160 000 DM.
- Podwozie
  - zawieszenie przednie: wahacz poprzeczny, amortyzator teleskopowy
  - zawieszenie tylne: wahacz wzdłużny, sprężyna śrubowa
  - hamulce przód/tył: tarczowe/tarczowe
  - ABS
- Wyposażenie standardowe
  - radiomagnetofon wraz z 6 głośnikami
  - dwustrefowe ogrzewanie
  - poduszka powietrzna kierowcy (po 1990)
  - ABS
  - wspomaganie kierownicy
  - centralny zamek (w tym zamek bagażnika oraz wlewu paliwa)
  - elektrycznie sterowane lusterka
- Wyposażenie dodatkowe
  - komputer pokładowy
  - zmieniarka CD
  - tempomat
  - kontrola trakcji (ASC, ASC+T)
  - siedzenia oraz lusterka z pamięcią ustawienia
  - drewniane wykończenia
  - szpera 25%
  - alarm ruchu wewnątrz pojazdu i w trakcie podnoszenia auta
  - zawieszenie M Technic
  - antena w tylnej szybie
  - szyberdach elektryczny
- Wymiary i ciężary
  - rozstaw osi: 2761 mm
  - rozstaw kół przód/tył: 1470/1495 mm
  - masa własna: 1445–1720 kg
  - DMC: 1955–2280 kg
  - pojemność bagażnika: 460 dm³ (sedan), 460/1450 dm³ (touring)
  - pojemność zbiornika paliwa: 80–110 litrów

## Czwarta generacja

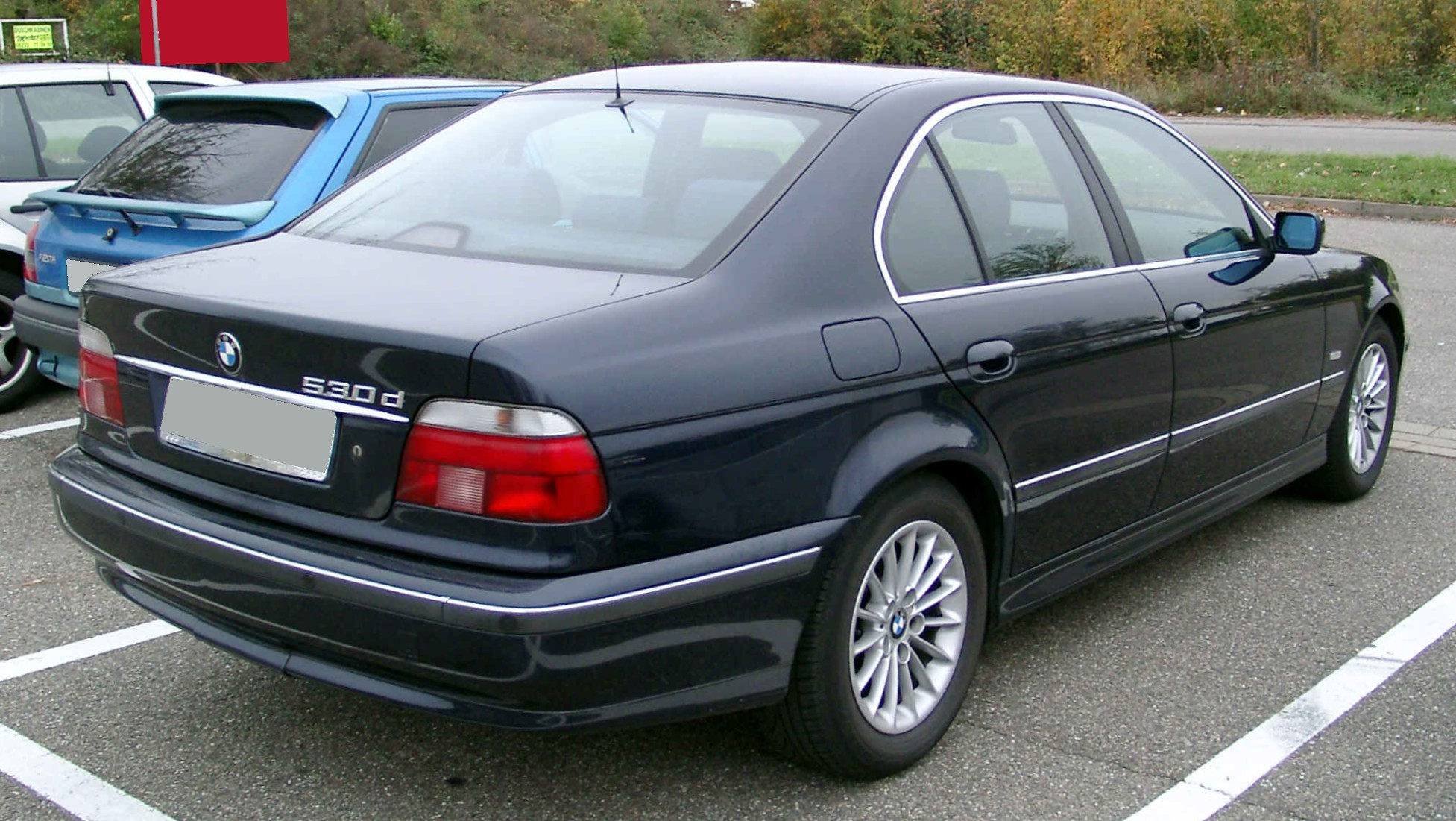
BMW serii 5 IV (E39) – tył

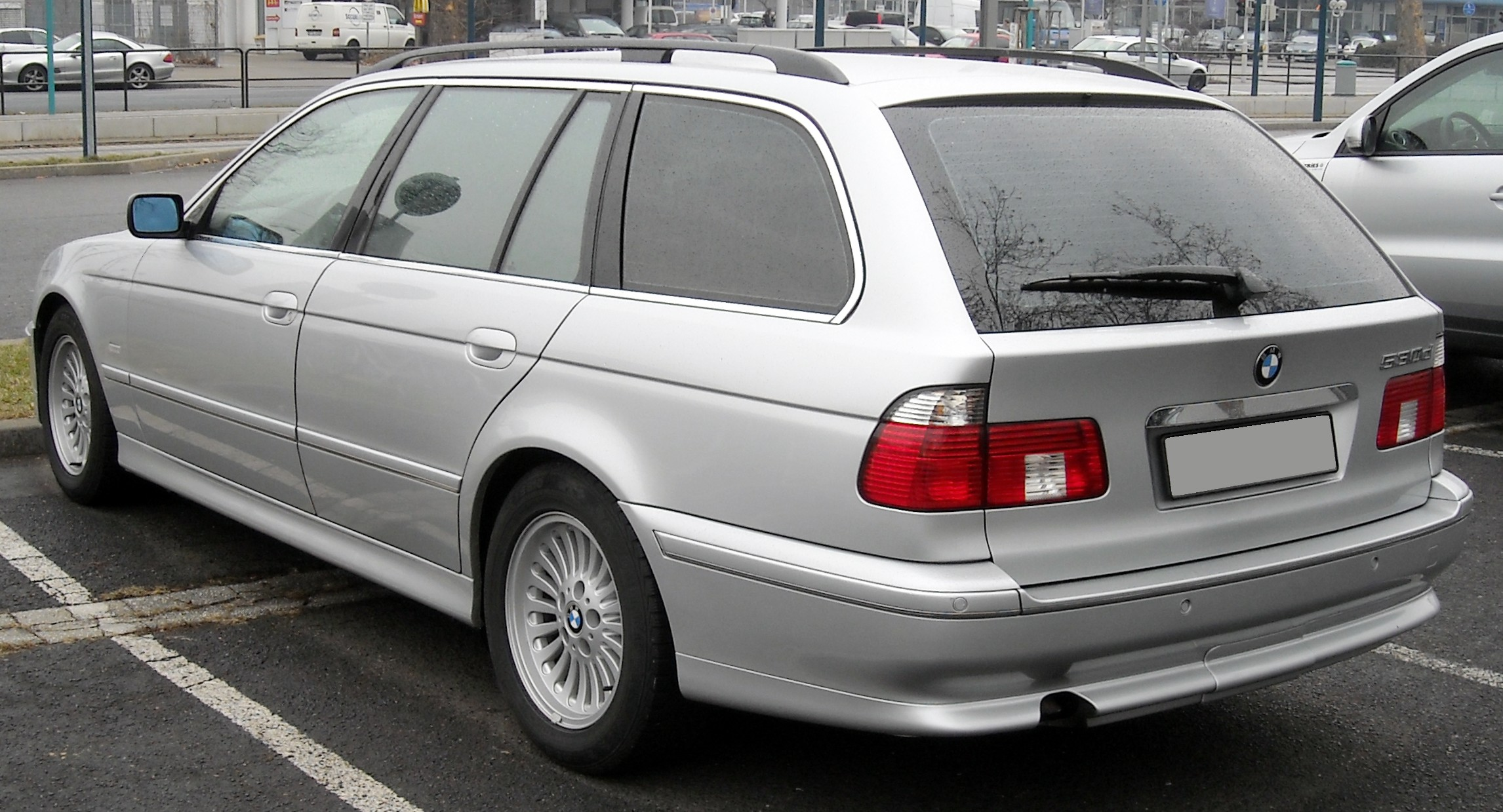
BMW serii 5 IV Touring (E39)

BMW serii 5 IV zadebiutowało w marcu 1995 roku jako następca produkowanego 8 lat poprzednika. Samochód zyskał kod fabryczny E39.
Produkcja modelu rozpoczęła się latem 1995 roku. Wiosną 1997 roku rozpoczęto produkcję wersji kombi modelu E39, co skutkowało zakończeniem produkcji poprzedniej wersji serii 5 E34. We wrześniu 1998 roku zmodernizowano silnik M52, rezygnując z powłoki tulei cylindrów nikasil na rzecz tulei stalowych (M52TU), oraz przeprowadzono lifting elektroniki. We wrześniu 2000 roku przeprowadzono drobny lifting modelu mający na celu odmłodzenie auta. Obejmował on takie detale jak reflektory przednie (wykorzystano soczewkowe światła mijania, oraz pozycyjne światła typu „Angel Eyes”), lampy tylne, listwy boczne, halogeny przednie (okrągłe zamiast owalnych) i drobne zmiany w kształcie przedniego zderzaka, wprowadzono także nową generacje benzynowych rzędowych szóstek serii M54 (B22, B25, B30), rezygnując jednocześnie z serii M52. Model E39 był oferowany w dwóch wersjach nadwozia: sedan z bagażnikiem o pojemności 460 l i półką na narzędzia umieszczoną w klapie bagażnika oraz wersja kombi (Touring), która oferowała 410 litrów pojemności bagażnika (1525 l przy złożonej kanapie tylnej). Bagażnik wersji Touring nie był zbyt duży, ale oferował regularne kształty przestrzeni bagażowej oraz często oferowany był z osobno otwieraną tylną szybą oraz z wysuwaną podłogą. W 2003 roku wraz z zakończeniem produkcji E39 światło dzienne ujrzał następca, czyli model E60.

### BMW M5

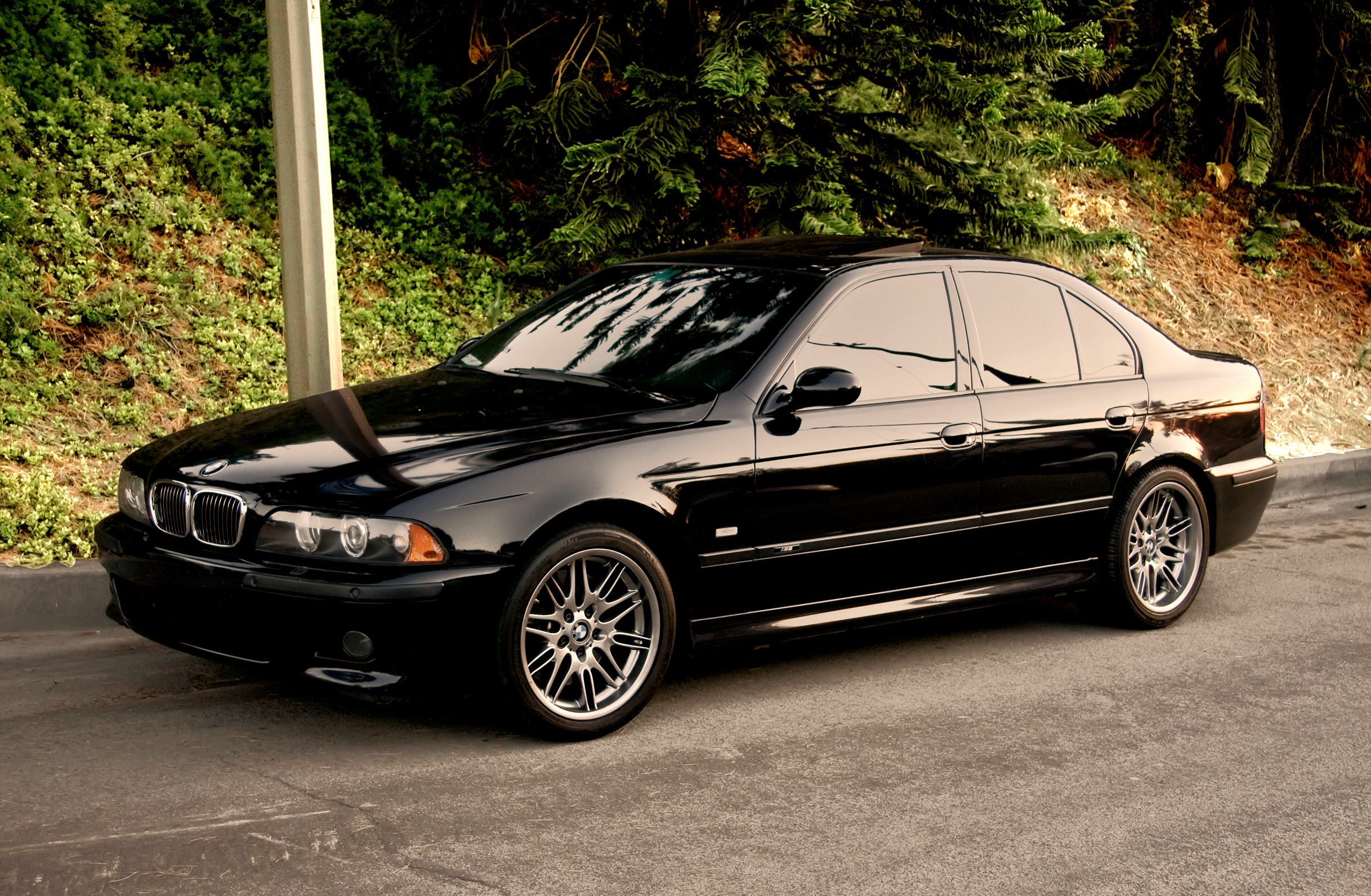
BMW M5 (E39)

W 1998 roku BMW przy współpracy z „M GmbH” postanowiło wprowadzić wersję specjalną oznaczoną jako M5. Wersja oferowana była tylko jako sedan. Istniała również wersja Touring w jednym prototypowym egzemplarzu – miała być odpowiedzią BMW na Audi S6 C5 Avant i Mercedesa-Benza W210 E55 AMG T. Model M5 wyróżniał się od wersji „cywilnej” zmienionymi detalami. Przedni zderzak posiadał wielki wlot powietrza, tylny zderzak natomiast miejsce na sportowy układ wydechowy i delikatny dyfuzor. W oczy rzucały się również duże chromowane 18-calowe koła z aluminiowymi felgami, kryjącymi za sobą duże hamulce. Największą zaletą wersji M5 jest silnik. Miał on pojemność 4,9 l i osiągał moc 400 KM i moment obrotowy wynoszący równo 500 Nm. Wyniki te przekładały się na osiągi: przyśpieszenie do 100 km/h wynosiło 5,3 s, a wskazówka prędkościomierza zatrzymywała się przy 250 km/h (prędkość ograniczona elektronicznie – po zdjęciu ogranicznika auto mogło rozwijać prędkości rzędu 300 km/h).
Samochód był produkowany z przeznaczeniem na jedenaście rynków: europejski, egipski, indonezyjski, meksykański, malezyjski, filipiński, rosyjski, tajlandzki, amerykański, wietnamski oraz południowoafrykański.

### Rynek europejski
| Model  | Model  | Model   | rok   | rok   | rok   | rok   | rok | rok | rok   | rok   | rok   |
| Model  | Model  | Model   | 1 9 5 | 1 9 6 | 1 9 7 | 1 9 8 | 1 9 | 2 0 | 2 0 1 | 2 0 2 | 2 0 3 |
| ------ | ------ | ------- | ----- | ----- | ----- | ----- | --- | --- | ----- | ----- | ----- |
| 520d   | 520d   | Sedan   |       |       |       |       |     |     |       |       |       |
| 520d   | 520d   | Touring |       |       |       |       |     |     |       |       |       |
| 520i   | M52    | Sedan   |       |       |       |       |     |     |       |       |       |
| 520i   | M52    | Touring |       |       |       |       |     |     |       |       |       |
| 520i   | M54    | Sedan   |       |       |       |       |     |     |       |       |       |
| 520i   | M54    | Touring |       |       |       |       |     |     |       |       |       |
| 523i   | 523i   | Sedan   |       |       |       |       |     |     |       |       |       |
| 523i   | 523i   | Touring |       |       |       |       |     |     |       |       |       |
| 525d   | 525d   | Sedan   |       |       |       |       |     |     |       |       |       |
| 525d   | 525d   | Touring |       |       |       |       |     |     |       |       |       |
| 525i   | 525i   | Sedan   |       |       |       |       |     |     |       |       |       |
| 525i   | 525i   | Touring |       |       |       |       |     |     |       |       |       |
| 525td  | 525td  | Sedan   |       |       |       |       |     |     |       |       |       |
| 525tds | 525tds | Sedan   |       |       |       |       |     |     |       |       |       |
| 525tds | 525tds | Touring |       |       |       |       |     |     |       |       |       |
| 528i   | 528i   | Sedan   |       |       |       |       |     |     |       |       |       |
| 528i   | 528i   | Touring |       |       |       |       |     |     |       |       |       |
| 530d   | 530d   | Sedan   |       |       |       |       |     |     |       |       |       |
| 530d   | 530d   | Touring |       |       |       |       |     |     |       |       |       |
| 530i   | 530i   | Sedan   |       |       |       |       |     |     |       |       |       |
| 530i   | 530i   | Touring |       |       |       |       |     |     |       |       |       |
| 535i   | 535i   | Sedan   |       |       |       |       |     |     |       |       |       |
| 540i   | 540i   | Sedan   |       |       |       |       |     |     |       |       |       |
| 540i   | 540i   | Touring |       |       |       |       |     |     |       |       |       |
| 540iP  | 540iP  | Sedan   |       |       |       |       |     |     |       |       |       |
| M5     | M5     | Sedan   |       |       |       |       |     |     |       |       |       |

### Rynek egipski
| Model | Model | Model | rok | rok   | rok   | rok   |
| Model | Model | Model | 2 0 | 2 0 1 | 2 0 2 | 2 0 3 |
| ----- | ----- | ----- | --- | ----- | ----- | ----- |
| 520i  | 520i  | Sedan |     |       |       |       |
| 525i  |       | Sedan |     |       |       |       |

### Rynek indonezyjski
| Model | Model | Model | rok   | rok   | rok   | rok | rok | rok   | rok   | rok   |
| Model | Model | Model | 1 9 6 | 1 9 7 | 1 9 8 | 1 9 | 2 0 | 2 0 1 | 2 0 2 | 2 0 3 |
| ----- | ----- | ----- | ----- | ----- | ----- | --- | --- | ----- | ----- | ----- |
| 520i  | 520i  | Sedan |       |       |       |     |     |       |       |       |
| 525i  |       | Sedan |       |       |       |     |     |       |       |       |
| 528i  |       | Sedan |       |       |       |     |     |       |       |       |
| 530i  |       | Sedan |       |       |       |     |     |       |       |       |

### Rynek meksykański
| Model | Model | Model | rok   | rok   | rok   | rok | rok |
| Model | Model | Model | 1 9 6 | 1 9 7 | 1 9 8 | 1 9 | 2 0 |
| ----- | ----- | ----- | ----- | ----- | ----- | --- | --- |
| 528i  | 528i  | Sedan |       |       |       |     |     |
| 540iP |       | Sedan |       |       |       |     |     |

### Rynek malezyjski
| Model | Model | Model | rok | rok | rok   | rok   | rok   |
| Model | Model | Model | 1 9 | 2 0 | 2 0 1 | 2 0 2 | 2 0 3 |
| ----- | ----- | ----- | --- | --- | ----- | ----- | ----- |
| 520i  | 520i  | Sedan |     |     |       |       |       |
| 523i  |       | Sedan |     |     |       |       |       |
| 525i  |       | Sedan |     |     |       |       |       |
| 528i  |       | Sedan |     |     |       |       |       |
| 530i  |       | Sedan |     |     |       |       |       |

### Rynek filipiński
| Model | Model | Model | rok   | rok   | rok | rok |
| Model | Model | Model | 1 9 7 | 1 9 8 | 1 9 | 2 0 |
| ----- | ----- | ----- | ----- | ----- | --- | --- |
| 523i  | 523i  | Sedan |       |       |     |     |

### Rynek rosyjski
| Model | Model | Model | rok | rok | rok   | rok   | rok   |
| Model | Model | Model | 1 9 | 2 0 | 2 0 1 | 2 0 2 | 2 0 3 |
| ----- | ----- | ----- | --- | --- | ----- | ----- | ----- |
| 523i  | 523i  | Sedan |     |     |       |       |       |
| 525i  |       | Sedan |     |     |       |       |       |
| 528i  |       | Sedan |     |     |       |       |       |
| 530i  |       | Sedan |     |     |       |       |       |

### Rynek tajlandzki
| Model | Model | Model | rok   | rok   | rok | rok | rok   | rok   | rok   |
| Model | Model | Model | 1 9 7 | 1 9 8 | 1 9 | 2 0 | 2 0 1 | 2 0 2 | 2 0 3 |
| ----- | ----- | ----- | ----- | ----- | --- | --- | ----- | ----- | ----- |
| 523i  |       | Sedan |       |       |     |     |       |       |       |
| 523i  | 2.4   | Sedan |       |       |     |     |       |       |       |
| 530i  |       | Sedan |       |       |     |     |       |       |       |

### Rynek amerykański
| Model | Model | Model   | rok   | rok   | rok   | rok   | rok | rok | rok   | rok   | rok   |
| Model | Model | Model   | 1 9 5 | 1 9 6 | 1 9 7 | 1 9 8 | 1 9 | 2 0 | 2 0 1 | 2 0 2 | 2 0 3 |
| ----- | ----- | ------- | ----- | ----- | ----- | ----- | --- | --- | ----- | ----- | ----- |
| 525i  | 525i  | Sedan   |       |       |       | nm    |     |     |       |       |       |
| 525i  | 525i  | Touring |       |       |       |       |     |     |       |       |       |
| 528i  | 528i  | Sedan   |       |       |       |       |     |     |       |       |       |
| 528i  | 528i  | Touring |       |       |       |       |     |     |       |       |       |
| 530i  | 530i  | Sedan   |       |       |       |       |     |     |       |       |       |
| 540i  | 540i  | Sedan   |       |       |       |       |     |     |       |       |       |
| 540i  | 540i  | Touring |       |       |       |       |     |     |       |       |       |
| 540iP | 540iP | Sedan   |       |       |       |       |     |     |       |       |       |
| M5    | M5    | Sedan   |       |       |       |       |     |     |       |       |       |

### Rynek wietnamski
| Model | Model | Model | rok   | rok   | rok   | rok | rok | rok   | rok   | rok   |
| Model | Model | Model | 1 9 6 | 1 9 7 | 1 9 8 | 1 9 | 2 0 | 2 0 1 | 2 0 2 | 2 0 3 |
| ----- | ----- | ----- | ----- | ----- | ----- | --- | --- | ----- | ----- | ----- |
| 525i  | 525i  | Sedan |       |       |       |     |     |       |       |       |
| 528i  |       | Sedan |       |       |       |     |     |       |       |       |

### Rynek południowoafrykański
| Model | Model | Model | rok   | rok   | rok   | rok   | rok | rok | rok   | rok   | rok   |
| Model | Model | Model | 1 9 5 | 1 9 6 | 1 9 7 | 1 9 8 | 1 9 | 2 0 | 2 0 1 | 2 0 2 | 2 0 3 |
| ----- | ----- | ----- | ----- | ----- | ----- | ----- | --- | --- | ----- | ----- | ----- |
| 523i  | 523i  | Sedan |       |       |       |       |     |     |       |       |       |
| 528i  |       | Sedan |       |       |       |       |     |     |       |       |       |
| 540i  |       | Sedan |       |       |       |       |     |     |       |       |       |
| 540iP |       | Sedan |       |       |       |       |     |     |       |       |       |
| M5    |       | Sedan |       |       |       |       |     |     |       |       |       |

i – silnik benzynowy, d – silnik Diesla, P – wersja Protection (opancerzona)

### Dane techniczne
| Wersja                | Silnik:                          |                    | Układ zasilania:   | Średnica × skok tłoka: | St. sprężania:     | Moc maksymalna:                    | Maks. moment obrotowy          | 0–100 km/h:                         | V-max:             | Śr. zużycie paliwa | Kod silnika     |
| Silniki benzynowe:    | Silniki benzynowe:               | Silniki benzynowe: | Silniki benzynowe: | Silniki benzynowe:     | Silniki benzynowe: | Silniki benzynowe:                 | Silniki benzynowe:             | Silniki benzynowe:                  | Silniki benzynowe: | Silniki benzynowe: |                 |
| --------------------- | -------------------------------- | ------------------ | ------------------ | ---------------------- | ------------------ | ---------------------------------- | ------------------------------ | ----------------------------------- | ------------------ | ------------------ | --------------- |
| 520i                  | R6 2,0 l (1991 cm³), DOHC        |                    | wtrysk EFi         | 80,00 × 66,00 mm       | 11,0:1             | 150 KM (110 kW) przy 5900 obr./min | 190 Nm przy 4200 obr./min      | 10,2 s (11,5 s) [10,6 s] [(12,2 s)] | 220 km/h           | 9,0 l / 100 km     | M52B20 M52TUB20 |
| 520i                  | R6 2,2 l (2171 cm³), DOHC        |                    | wtrysk EFi         | 80,00 × 72,00 mm       | 10,7:1             | 170 KM (125 kW) przy 6100 obr./min | 210 Nm przy 3500 obr./min      | 9,1 s                               | 226 km/h           | 9,0 l / 100 km     | M54B22          |
| 523i                  | R6 2,5 l (2494 cm³), DOHC        |                    | wtrysk EFi         | 84,00 × 75,00 mm       | 10,5:1             | 170 KM (125 kW) przy 5500 obr./min | 245 Nm przy 3500 obr./min      | 8,5 s                               | 229 km/h           | 9,5 l / 100 km     | M52B25 M52TUB25 |
| 525i                  | R6 2,5 l (2494 cm³), DOHC        |                    | wtrysk EFi         | 84,00 × 75,00 mm       | 10,5:1             | 192 KM (141 kW) przy 6000 obr./min | 245 Nm przy 3500 obr./min      | 8,1 s                               | 238 km/h           | 9,4 l / 100 km     | M54B25          |
| 528i                  | R6 2,8 l (2793 cm³), DOHC        |                    | wtrysk EFi         | 84,00 × 84,00 mm       | 10,2:1             | 193 KM (142 kW) przy 5300 obr./min | 280 Nm przy 3950 obr./min      | 7,4 s                               | 240 km/h           | 9,9 l / 100 km     | M52B28 M52TUB28 |
| 530i                  | R6 3,0 l (2979 cm³), DOHC        |                    | wtrysk EFi         | 84,00 × 89,60 mm       | 10,2:1             | 231 KM (170 kW) przy 5900 obr./min | 300 Nm przy 3500 obr./min      | 7,1 s                               | 250 km/h           | 9,5 l / 100 km     | M54B30          |
| 535i                  | V8 3,5 l (3498 cm³), DOHC        |                    | wtrysk EFi         | 84,00 × 78,90 mm       | 10,0:1             | 235 KM (173 kW) przy 5700 obr./min | 345 Nm przy 3300 obr./min      | 7,0 s                               | 247 km/h           | 11,6 l / 100 km    | M62B35          |
| 535i*                 | V8 3,5 l (3498 cm³), DOHC        |                    | wtrysk EFi         | 84,00 × 78,90 mm       | 10,0:1             | 245 KM (180 kW) przy 5800 obr./min | 345 Nm przy 3800 obr./min      | 6,9 s                               | 250 km/h           | 11,8 l / 100 km    | M62TUB35        |
| 540i                  | V8 4,4 l (4398 cm³), DOHC        |                    | wtrysk EFi         | 92,00 × 82,70 mm       | 10,0:1             | 286 KM (210 kW) przy 5700 obr./min | 440 Nm przy 3900 obr./min      | 6,3 s                               | 250 km/h           | 12,3 l / 100 km    | M62B44 M62TUB44 |
| Alpina B10            | V8 4,6 l (4619 cm³), DOHC, turbo |                    | wtrysk EFi         | 93,00 × 85,00 mm       | 10,5:1             | 347 KM (255 kW) przy 5700 obr./min | 480 Nm przy 3700 obr./min      | 5,9s                                | 250 km/h           | 12,5 l / 100 km    | M62B46          |
| M5                    | V8 4,9 l (4941 cm³), DOHC        |                    | wtrysk EFi         | 94,00 × 89,00 mm       | 11,0:1             | 400 KM (294 kW) przy 6600 obr./min | 500 Nm przy 3800 obr./min      | 5,3 s                               | 250 km/h           | 13,9 l / 100 km    | S62B50          |
| Silniki wysokoprężne: |                                  |                    |                    |                        |                    |                                    |                                |                                     |                    |                    |                 |
| 520d                  | R4 2,0 l (1951 cm³), DOHC, turbo |                    | pompa wtryskowa    | 84,00 × 88,00 mm       | 19,0:1             | 136 KM (100 kW) przy 4000 obr./min | 280 Nm przy 1750 obr./min      | 10,6 s                              | 206 km/h           | 5,9 l / 100 km     | M47D20          |
| 525d                  | R6 2,5 l (2497 cm³), DOHC, turbo |                    | wtrysk common rail | 80,00 × 82,80 mm       | 17,5:1             | 163 KM (120 kW) przy 4000 obr./min | 350 Nm przy 2000–2500 obr./min | 8,9 s                               | 219 km/h           | 6,7 l / 100 km     | M57D25          |
| 530d                  | R6 2,9 l (2926 cm³), DOHC, turbo |                    | wtrysk common rail | 84,00 × 88,00 mm       | 17,5:1             | 184 KM (135 kW) przy 4000 obr./min | 390 Nm przy 1750–3000 obr./min | 8,0 s                               | 225 km/h           | 7,2 l / 100 km     | M57D30          |
| 530d*                 | R6 2,9 l (2926 cm³), DOHC, turbo |                    | wtrysk common rail | 84,00 × 88,00 mm       | 17,5:1             | 193 KM (142 kW) przy 4000 obr./min | 410 Nm przy 1750–3000 obr./min | 7,8 s                               | 230 km/h           | 7,1 l / 100 km     | M57D30          |
| 525tds                | R6 2,5 l (2496 cm³), SOHC, turbo |                    | pompa wtryskowa    | 80,00 × 82,80 mm       | 22,0:1             | 143 KM (105 kW) przy 4600 obr./min | 280 Nm przy 2200 obr./min      | 10,4 s                              | 211 km/h           | 8,3 l / 100 km     | M51D25TU OL     |

(w nawiasach okrągłych) – automatyczną skrzynią biegów
[w nawiasach kwadratowych] – wersja Touring
[(w podwójnych nawiasach)] – wersja Touring z automatyczną skrzynią biegów
- – wersja po liftingu

## Piąta generacja

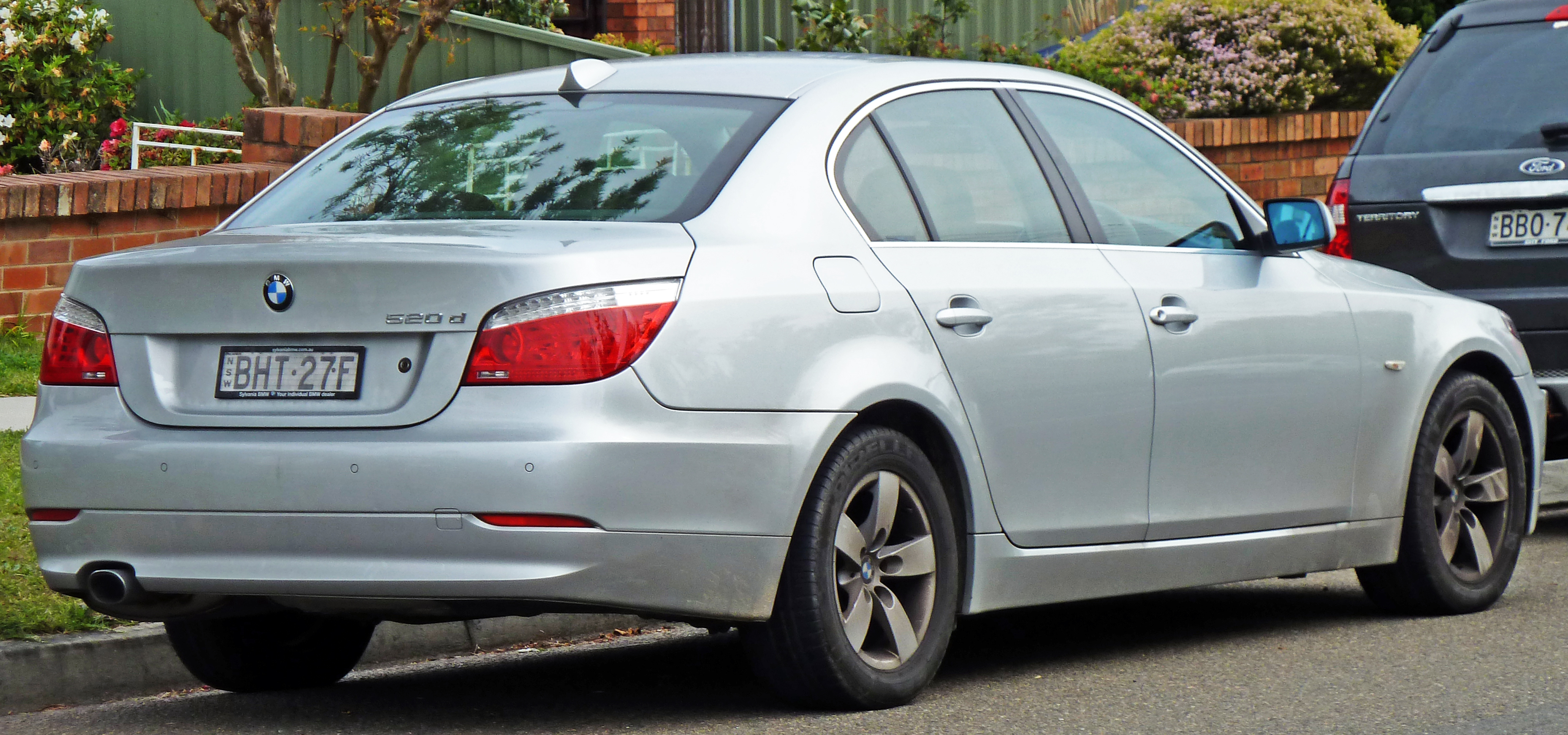
BMW serii 5 V (E60) – tył

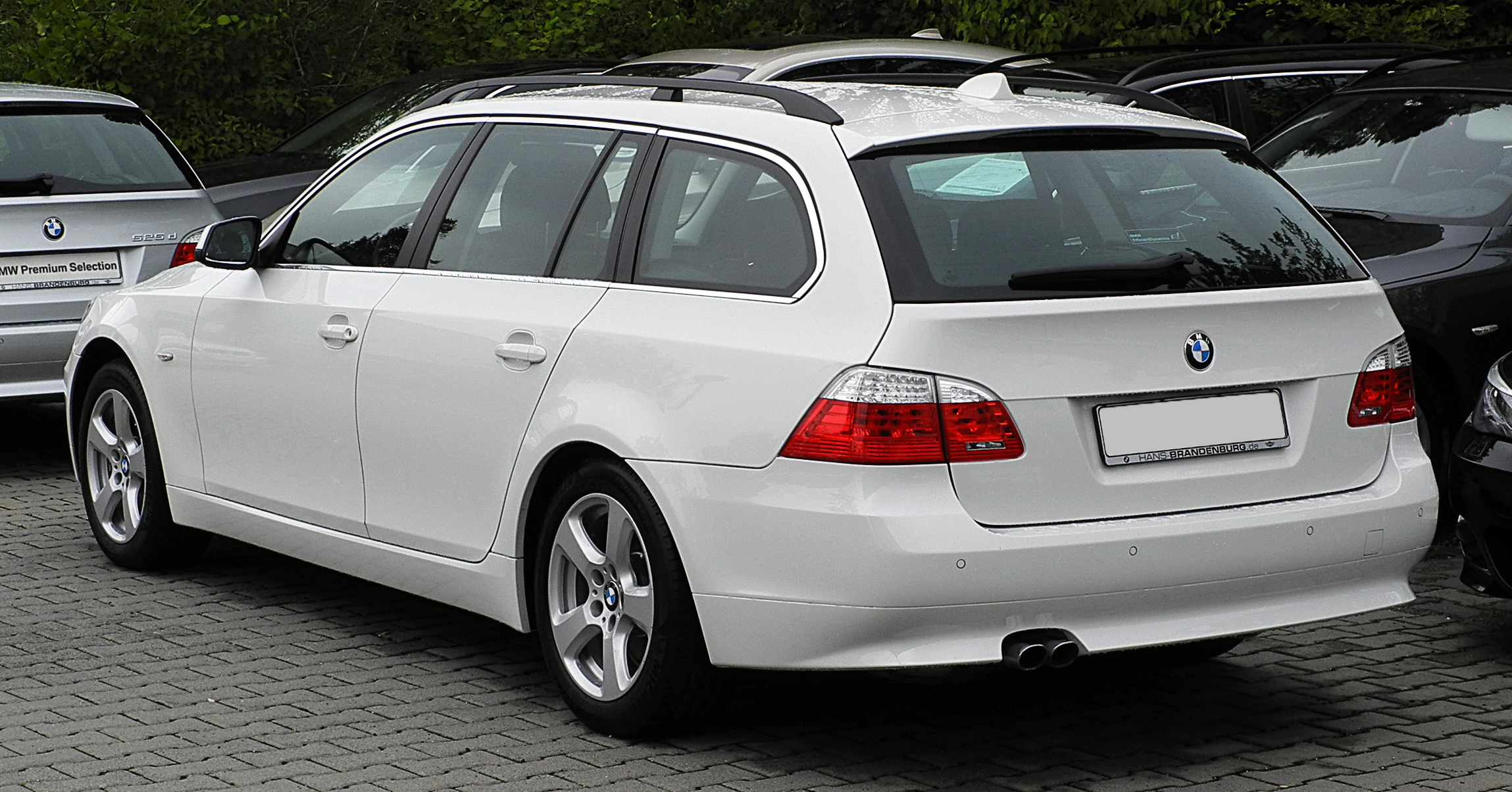
BMW serii 5 V Touring (E61)

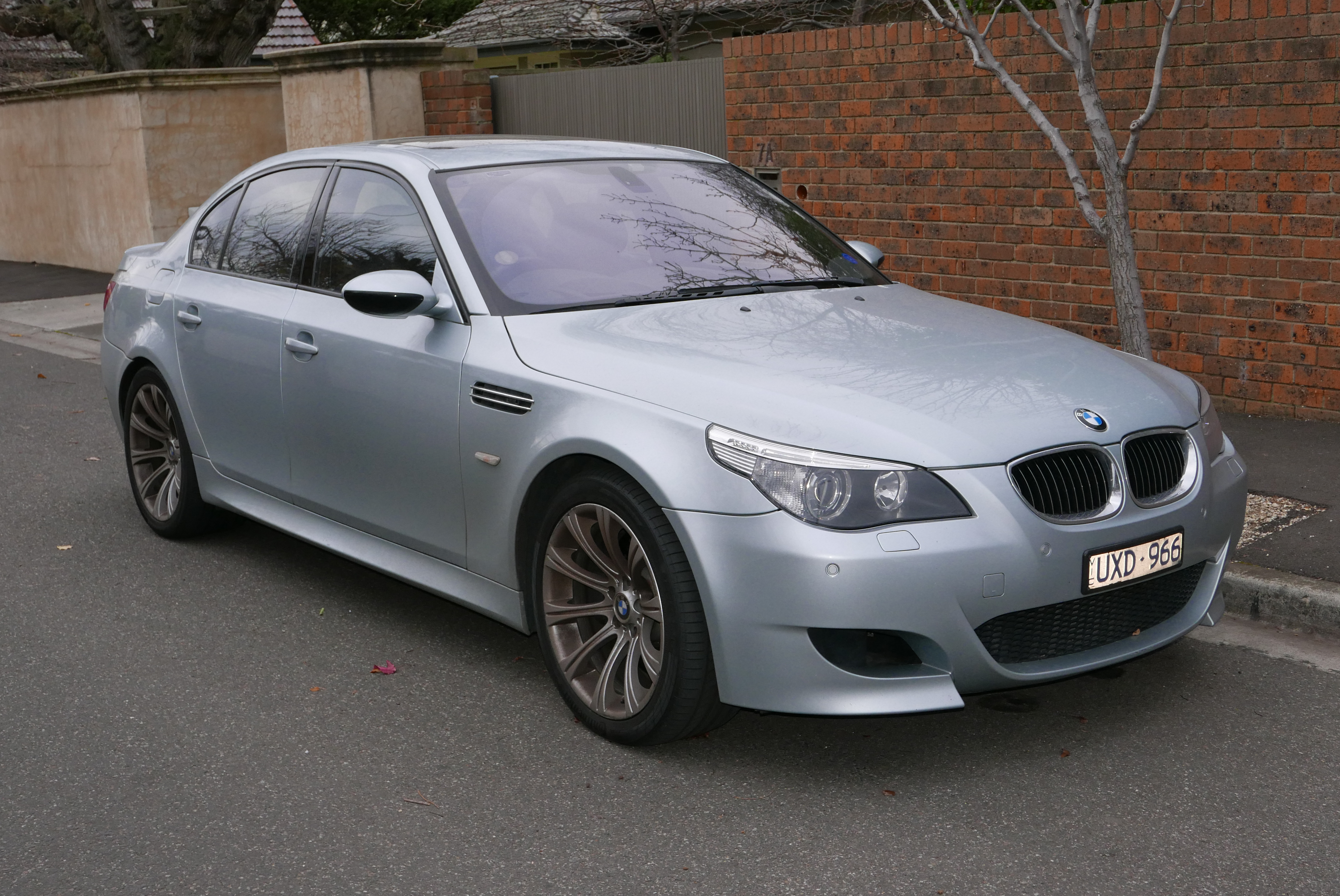
BMW M5 (E60)

BMW serii 5 V zadebiutowało w 2003 roku, zastępując produkowanego 8 lat poprzednika.
Samochód zyskał kod fabryczny E60 dla wersji sedan oraz E61 dla kombi. Jego zawieszenie składa się niemal wyłącznie z aluminiowych komponentów. W zawieszeniu zastosowano stabilizatory różnej grubości, regulowane amortyzatory i aktywny układ kierowniczy. Oprócz sedana BMW oferuje wersję Touring (kombi). Paleta silnikowa została gruntownie odświeżona, paletę modelową stanowią silniki benzynowe 520i, 523i, 525i, 528i, 530i, 540i, 545i, 550i oraz diesle 520d, 525d, 530d, i 535d.
Topowa wersja serii 5 to model M5, został on wyposażony w silnik V10 o pojemności 5,0 l. Jest to jeden z najszybszych sedanów produkowanych seryjnie na świecie. Przy M5 pracowało kilkuset wykwalifikowanych inżynierów pod okiem wieloletniego pracownika działu Motorsport, a zarazem niegdyś kierowcy testowego – prof. dr. hab. inż. Hansa Stermllicha.
W 2006 roku do BMW serii 5 dołączono opcjonalnie asystent kierowcy Nightvision znany z BMW serii 7. Kamera na podczerwień rejestruje drogę i otoczenie zanim oświetlą je reflektory i pokazuje je na ekranie umieszczonym w kokpicie. Delikatny facelifting model serii 5 przeszedł w 2007 roku.
Dodatkowo od 2007 roku na rynek wyłącznie amerykański była produkowana wersja benzynowa podwójnie doładowana 535i.
Samochód był produkowany z przeznaczeniem na dziewięć rynków: chiński, europejski, egipski, indonezyjski, indyjski, malezyjski, rosyjski, tajlandzki oraz amerykański.

### Dane techniczne
| Wersja                | Silnik:                              | Układ zasilania:   | Średnica × skok tłoka: | St. sprężania:     | Moc maksymalna:                    | Maks. moment obrotowy          | 0–100 km/h:        | V-max:             | Śr. zużycie paliwa | Kod silnika  |
| Silniki benzynowe:    | Silniki benzynowe:                   | Silniki benzynowe: | Silniki benzynowe:     | Silniki benzynowe: | Silniki benzynowe:                 | Silniki benzynowe:             | Silniki benzynowe: | Silniki benzynowe: | Silniki benzynowe: |              |
| --------------------- | ------------------------------------ | ------------------ | ---------------------- | ------------------ | ---------------------------------- | ------------------------------ | ------------------ | ------------------ | ------------------ | ------------ |
| 520i                  | R4 2,0 l (1995 cm³), DOHC            | wtrysk bezpośredni | 84,00 × 90,00 mm       | 12,0:1             | 170 KM (125 kW) przy 6700 obr./min | 210 N·m przy 4250 obr./min     | 9,1 s              | 224 km/h           | 6,7 l / 100 km     | N43B20OL     |
| 520i                  | R6 2,2 l (2171 cm³), DOHC            | wtrysk EFi         | 80,00 × 72,00 mm       | 10,8:1             | 171 KM (125 kW) przy 6100 obr./min | 210 Nm przy 3500 obr./min      | 8,8 s              | 228 km/h           | 9,0 l / 100 km     | M54B22       |
| 523i                  | R6 2,5 l (2497 cm³), DOHC            | wtrysk EFi         | 82,00 × 78,80 mm       | 11,0:1             | 177 KM (130 kW) przy 5800 obr./min | 230 Nm przy 3500–5000 obr./min | 8,5 s              | 235 km/h           | 8,5 l / 100 km     | N52B25UL     |
| 523i                  | R6 2,5 l (2497 cm³), DOHC            | wtrysk bezpośredni | 82,00 × 78,80 mm       | 12,0:1             | 190 KM (140 kW) przy 6300 obr./min | 235 Nm przy 3000 obr./min      | 8,2 s              | 240 km/h           | 7,3 l / 100 km     | N52B25UL     |
| 525i                  | R6 2,5 l (2494 cm³), DOHC            | wtrysk EFi         | 84,00 × 75,00 mm       | 10,5:1             | 192 KM (141 kW) przy 6000 obr./min | 245 Nm przy 3500 obr./min      | 7,9 s              | 235 km/h           | 9,4 l / 100 km     | M54B25       |
| 525i                  | R6 2,5 l (2497 cm³), DOHC            | wtrysk EFi         | 82,00 × 78,80 mm       | 11,0:1             | 218 KM (160 kW) przy 6500 obr./min | 250 Nm przy 2750–4250 obr./min | 7,5 s              | 245 km/h           | 8,5 l / 100 km     | N52B25OL     |
| 525i                  | R6 3,0 l (2996 cm³), DOHC            | wtrysk bezpośredni | 85,00 × 88,00 mm       | 11,0:1             | 218 KM (160 kW) przy 6100 obr./min | 270 Nm przy 2400–4200 obr./min | 7,2 s              | 245 km/h           | 9 l / 100 km       | N53B30A      |
| 528i USA              | R6 3,0 l (2996 cm³), DOHC            | wtrysk EFi         | 85,00 × 88,00 mm       | 10,7:1             | 233 KM (171 kW) przy 6500 obr./min | 271 Nm przy 2750 obr./min      | 6,5 s              | 241 km/h           | b.d.               | N52B30M1     |
| 530i                  | R6 3,0 l (2979 cm³), DOHC            | wtrysk EFi         | 84,00 × 89,60 mm       | 10,2:1             | 231 KM (170 kW) przy 5900 obr./min | 300 Nm przy 3500 obr./min      | 6,9 s              | 250 km/h           | 9,5 l / 100 km     | M54B30       |
| 530i                  | R6 3,0 l (2996 cm³), DOHC            | wtrysk EFi         | 85,00 × 88,00 mm       | 10,7:1             | 258 KM (189 kW) przy 6000 obr./min | 300 Nm przy 2500–4000 obr./min | 6,5 s              | 250 km/h           | 8,8 l / 100 km     | N52B30       |
| 530i                  | R6 3,0 l (2996 cm³), DOHC            | wtrysk bezpośredni | 85,00 × 88,00 mm       | 12,0:1             | 272 KM (200 kW) przy 6700 obr./min | 320 Nm przy 2750–3000 obr./min | 6,3 s              | 250 km/h           | 7,7 l / 100 km     | N53B30OL     |
| 535i                  | R6 3,0 l (2979 cm³), DOHC twin-turbo | wtrysk bezpośredni | 84,00 × 89,60 mm       | 10,2:1             | 306 KM (225 kW) przy 5800 obr./min | 400 Nm przy 1300 obr./min      | 5,8 s              | 250 km/h           | 10 l / 100 km      | N54B30       |
| 540i                  | V8 4,0 l (4000 cm³), DOHC            | wtrysk EFi         | 87,00 × 84,10 mm       | 10,5:1             | 306 KM (225 kW) przy 6300 obr./min | 390 Nm przy 3500 obr./min      | 6,2 s              | 250 km/h           | 11,0 l / 100 km    | N62B40       |
| 545i                  | V8 4,4 l (4398 cm³), DOHC            | wtrysk EFi         | 92,00 × 82,70 mm       | 10,0:1             | 333 KM (245 kW) przy 6100 obr./min | 450 Nm przy 3600 obr./min      | 5,8 s              | 250 km/h           | 10,9 l / 100 km    | N62B44       |
| 550i                  | V8 4,8 l (4799 cm³), DOHC            | wtrysk EFi         | 93,00 × 88,30 mm       | 10,5:1             | 367 KM (270 kW) przy 6300 obr./min | 490 Nm przy 3400 obr./min      | 5,5 s              | 250 km/h           | 11,1 l / 100 km    | N62B48       |
| 5.0 M5                | V10 5,0 l (4999 cm³), DOHC           | wtrysk EFi         | 92,00 × 75,20 mm       | 12,0:1             | 507 KM (373 kW) przy 7750 obr./min | 520 Nm przy 6100 obr./min      | 4,7 s              | 250 km/h           | 14,8 l / 100 km    | S85B50       |
| Silniki wysokoprężne: |                                      |                    |                        |                    |                                    |                                |                    |                    |                    |              |
| 520d                  | R4 2,0 l (1995 cm³), DOHC, turbo     | wtrysk common rail | 84,00 × 90,00 mm       | 17,0:1             | 163 KM (120 kW) przy 4000 obr./min | 340 Nm przy 2000–2750 obr./min | 8,6 s              | 223 km/h           | 5,9 l / 100 km     | M47D20TU2    |
| 520d                  | R4 2,0 l (1995 cm³), DOHC, turbo     | wtrysk common rail | 84,00 × 90,00 mm       | 17,0:1             | 177 KM (130 kW) przy 4000 obr./min | 350 Nm przy 1750–3000 obr./min | 8,3 s              | 231 km/h           | 5,1 l / 100 km     | N47D20       |
| 525d                  | R6 2,5 l (2497 cm³), DOHC, turbo     | wtrysk common rail | 84,00 × 75,10 mm       | 17,0:1             | 177 KM (130 kW) przy 4000 obr./min | 400 Nm przy 2000–2750 obr./min | 8,1 s              | 230 km/h           | 7,0 l / 100 km     | M57D25TU     |
| 525d                  | R6 3,0 l (2993 cm³), DOHC, turbo     | wtrysk common rail | 84,00 × 90,00 mm       | 17,0:1             | 197 KM (145 kW) przy 3750 obr./min | 400 Nm przy 1300–3250 obr./min | 7,6 s              | 237 km/h           | 6,2 l / 100 km     | M57D30UL     |
| 530d                  | R6 3,0 l (2993 cm³), DOHC, turbo     | wtrysk common rail | 84,00 × 90,00 mm       | 17,0:1             | 218 KM (160 kW) przy 4000 obr./min | 500 Nm przy 2000 obr./min      | 7,1 s              | 243 km/h           | 8 l / 100 km       | M57D30TU     |
| 530d                  | R6 3,0 l (2993 cm³), DOHC, turbo     | wtrysk common rail | 84,00 × 90,00 mm       | 17,0:1             | 231 KM (170 kW) przy 4000 obr./min | 500 Nm przy 1750–3000 obr./min | 6,8 s              | 250 km/h           | 6,7 l / 100 km     | M57D30TU2    |
| 530d                  | R6 3,0 l (2993 cm³), DOHC, turbo     | wtrysk common rail | 84,00 × 90,00 mm       | 17,0:1             | 235 KM (173 kW) przy 4000 obr./min | 500 Nm przy 1750 obr./min      | 6,8 s              | 250 km/h           | 6,4 l / 100 km     | M57D30OLTU2  |
| 535d                  | R6 3,0 l (2993 cm³), DOHC, biturbo   | wtrysk common rail | 84,00 × 90,00 mm       | 16,5:1             | 272 KM (200 kW) przy 4400 obr./min | 560 Nm przy 2000 obr./min      | 6,5 s              | 250 km/h           | 8,0 l / 100 km     | M57D30TOPTU  |
| 535d                  | R6 3,0 l (2993 cm³), DOHC, biturbo   | wtrysk common rail | 84,00 × 90,00 mm       | 16,5:1             | 286 KM (210 kW) przy 4400 obr./min | 580 Nm przy 1750–2250 obr./min | 6,4 s              | 250 km/h           | 6,8 l / 100 km     | M57D30TOPTU2 |

- Podwozie
  - zawieszenie przednie: podwójny wahacz poprzeczny, kolumna resorująca, stabilizator poprzeczny
  - zawieszenie tylne: oś wielowahaczowa, kolumna resorująca, stabilizator poprzeczny
  - hamulce przód/tył: tarczowe wentylowane/tarczowe wentylowane
  - ABS i ASR
- Wymiary i ciężary
  - rozstaw kół przód/tył: 1558/1582 mm
  - DMC: 2010–2300 kg
  - pojemność bagażnika: 520 dm³ (sedan), 500/1615 dm³ (kombi)

## Szósta generacja

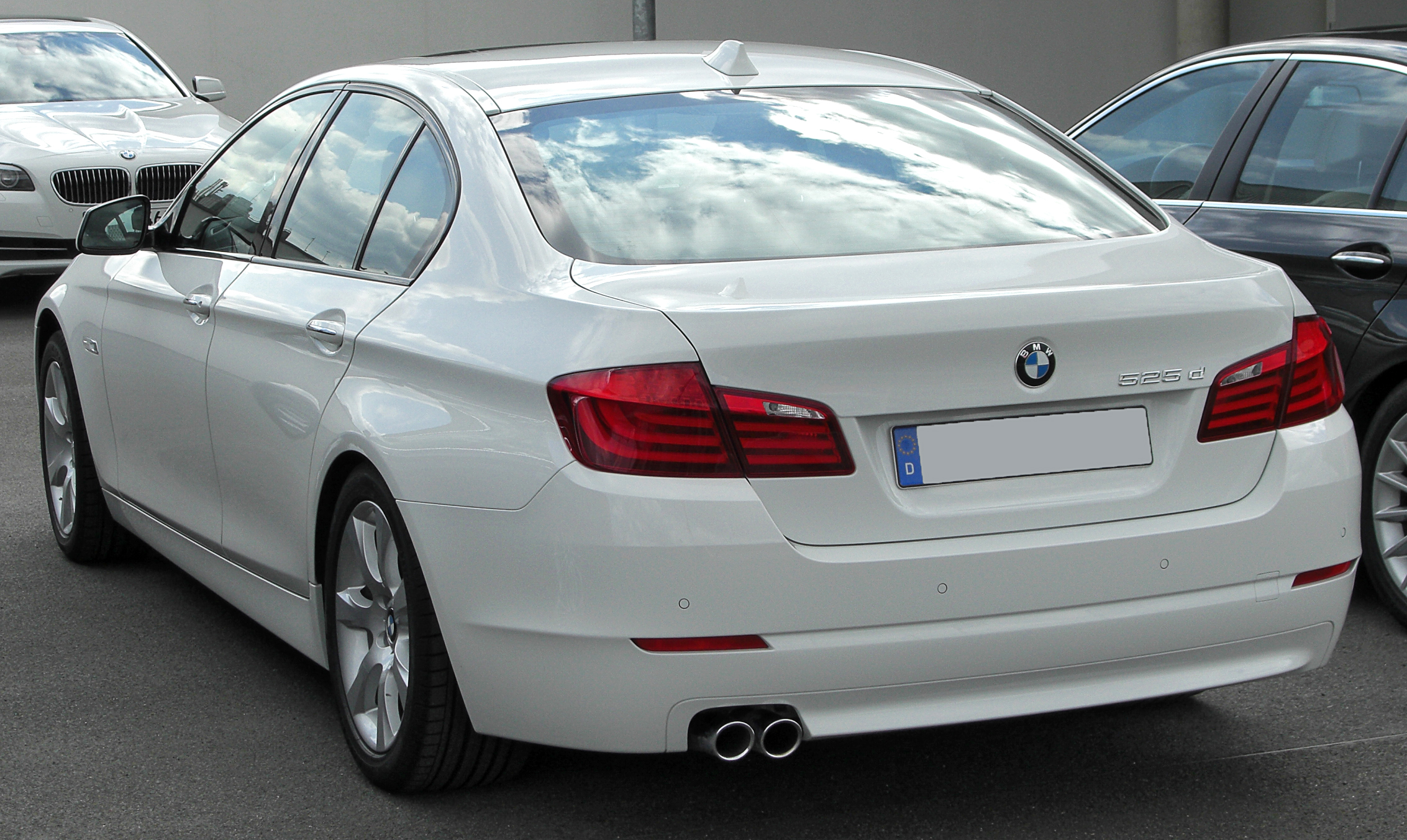
BMW serii 5 VI (F10) – tył

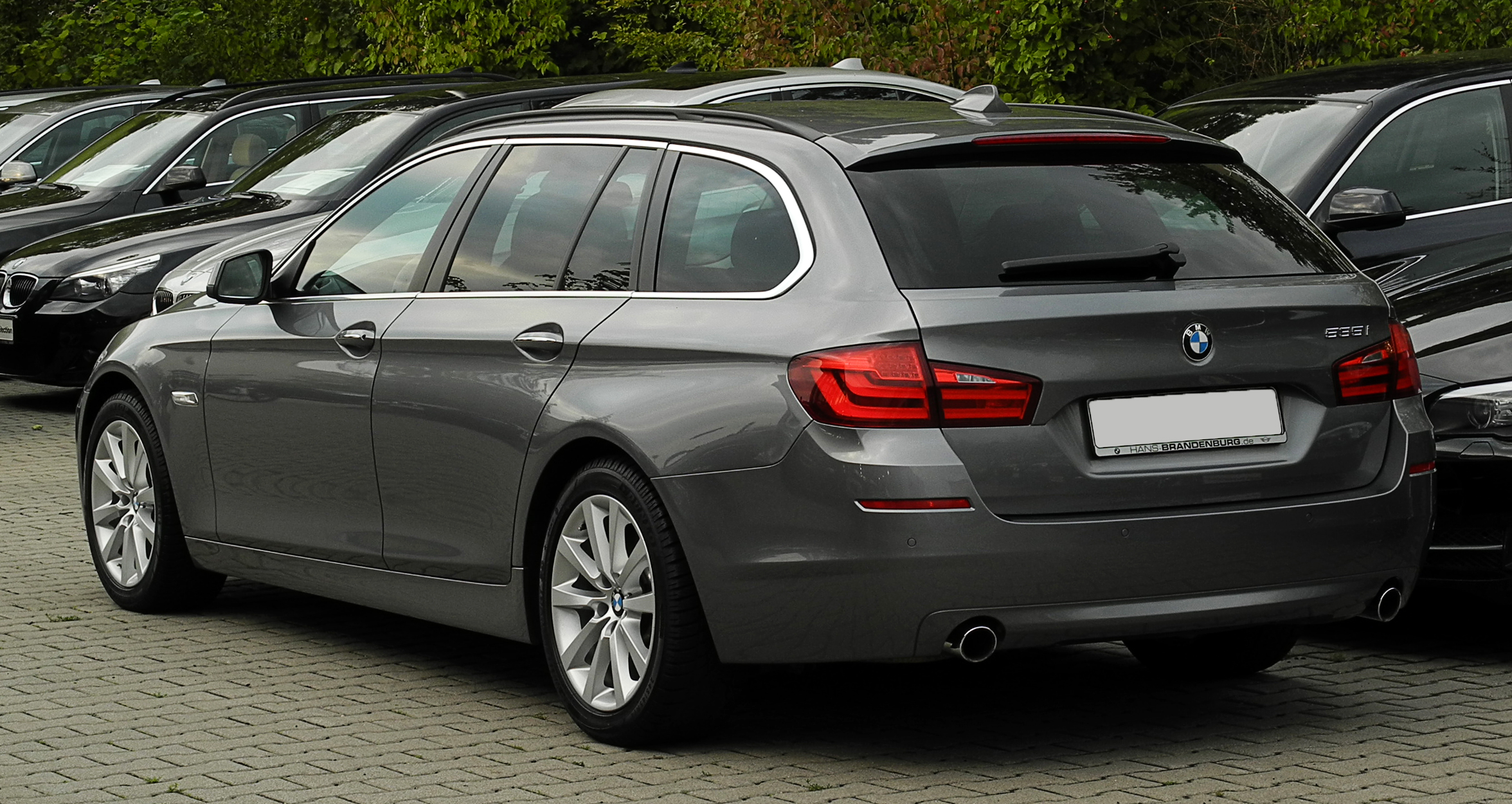
BMW serii 5 VI Touring (F11)

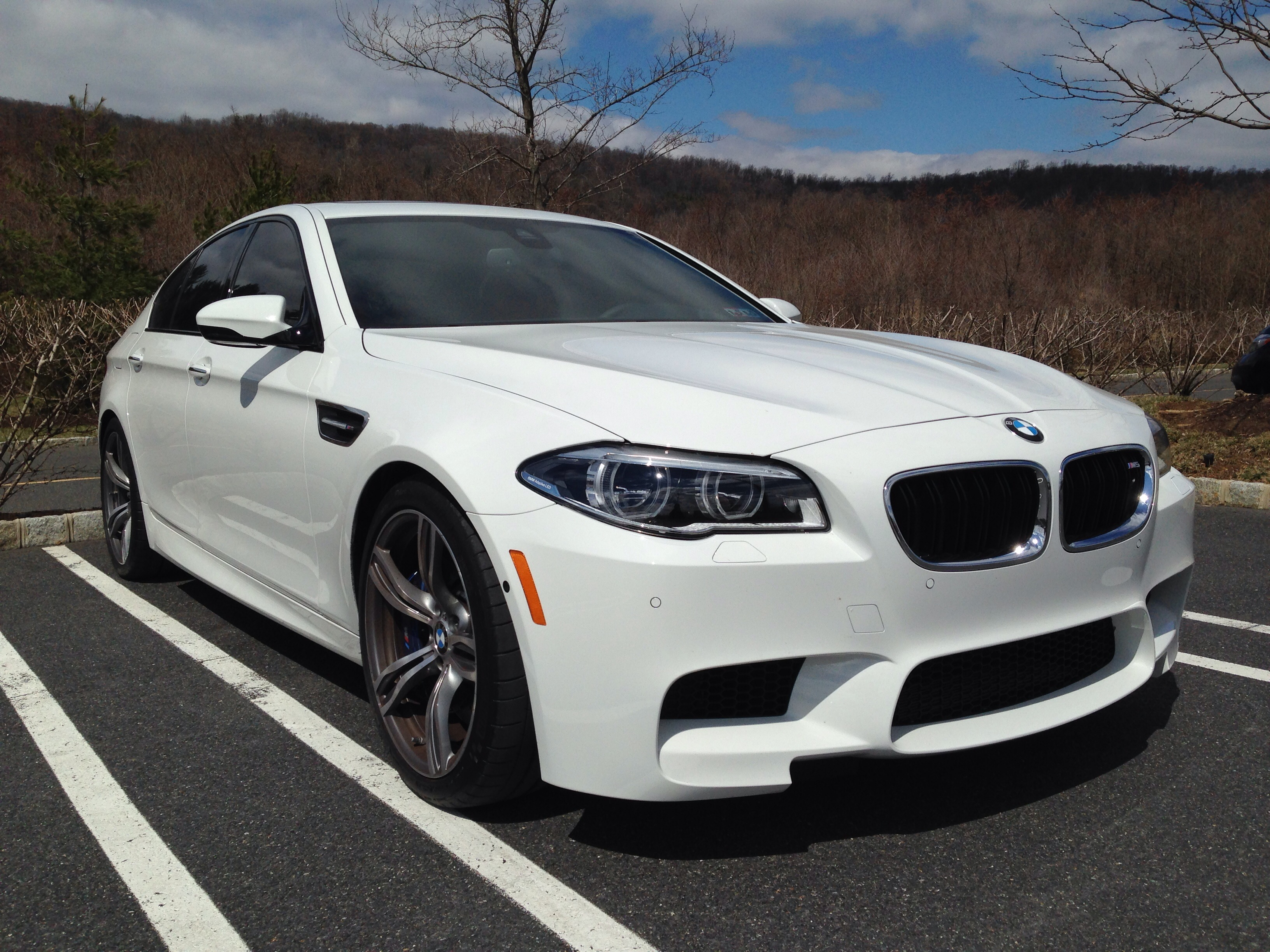
BMW M5(F10)

BMW serii 5 VI zaprezentowano w 2009 roku jako następcę wytwarzanego od 7 lat poprzednika. E60. Design auta zaczerpnięto z największej limuzyny produkowanej przez BMW – serii 7 (F01). Od 2011 roku dostępna była też wersja M5, wyposażona silnik o pojemności 4,4 l i mocy od 560 do 600 koni mechanicznych.
Premiera szóstej generacji serii 5 o kodzie fabrycznym F10. odbyła się w 2009 roku podczas specjalnie zorganizowanego wydarzenia na Stadionie Olimpijskim w Monachium. Za projekt nadwozia odpowiedzialny jest Adrian van Hooydonk, szef designerów BMW, jednak dużą rolę w pracach nad wyglądem F10 miał Polak, Jacek Frohlich. Auto w wersji sedan produkowane było od stycznia 2010, dopiero w maju tego samego roku w salonie samochodowym w Lipsku premierę miała odmiana kombi (Touring).
Seria 5 szóstej generacji produkowana była z przeznaczeniem na rynek europejski oraz amerykański. Trzy lata później, w połowie 2013 model został poddany liftingowi, obniżono wloty powietrza z przodu, minimalnie zmieniono grill. Standardowym wyposażeniem wszystkich wersji stały się światła ksenonowe, a w lusterkach pojawiły się kierunkowskazy.

### Rynek europejski
| Data             | Wersja      |
| ---------------- | ----------- |
| 2010 styczeń     | 523i (N52N) |
| 2010 styczeń     | 530d        |
| 2010 styczeń     | 535i        |
| 2010 luty        | 523i (N53)  |
| 2010 luty        | 525d        |
| 2010 luty        | 528i N52N   |
| 2010 luty        | 528i N53    |
| 2010 luty        | 550i        |
| 2010 październik | 535d        |

### Rynek amerykański
| Data         | Wersja |
| ------------ | ------ |
| 2010 styczeń | 535i   |
| 2010 styczeń | 550i   |

### Dane techniczne
| Wersja                | Silnik:                                      | Układ zasilania:   | Średnica × skok tłoka: | St. sprężania:     | Moc maksymalna:                         | Maks. moment obrotowy          | 0–100 km/h:        | V-max:             |
| Silniki benzynowe:    | Silniki benzynowe:                           | Silniki benzynowe: | Silniki benzynowe:     | Silniki benzynowe: | Silniki benzynowe:                      | Silniki benzynowe:             | Silniki benzynowe: | Silniki benzynowe: |
| --------------------- | -------------------------------------------- | ------------------ | ---------------------- | ------------------ | --------------------------------------- | ------------------------------ | ------------------ | ------------------ |
| 520i                  | R4 1,6 l (1598 cm³), DOHC, turbo             | wtrysk bezpośredni | 77,00 × 85,80 mm       | 10,5:1             | 170 KM (125 kW) przy 4800 obr./min      | 250 Nm przy 1500–4500 obr./min | 8,7 s              | 226 km/h           |
| 520i                  | R4 2,0 l (1997 cm³), DOHC, twin scroll-turbo | wtrysk bezpośredni | 84,00 × 90,10 mm       | 11,0:1             | 184 KM (135 kW) przy 5000–6250 obr./min | 270 Nm przy 1250–4500 obr./min | 7,9 s              | 227 km/h           |
| 523i                  | R6 3,0 l (2996 cm³), DOHC                    | wtrysk bezpośredni | 85,00 × 88,00 mm       | 12,0:1             | 204 KM (150 kW) przy 6100 obr./min      | 270 Nm przy 1500–4250 obr./min | 7,9 s              | 238 km/h           |
| 528i                  | R4 2,0 l (1997 cm³), DOHC, twin scroll-turbo | wtrysk bezpośredni | 84,00 × 90,10 mm       | 10,0:1             | 245 KM (180 kW) przy 5000–6500 obr./min | 350 Nm przy 1250–4800 obr./min | 6,2 s              | 250 km/h           |
| 528i (USA)            | R6 3,0 l (2996 cm³), DOHC                    | wtrysk pośredni    | 85,00 × 88,00 mm       | 12,0:1             | 258 KM (190 kW) przy 6600 obr./min      | 310 Nm przy 2600–5000 obr./min | 6,6 s              | 250 km/h           |
| 530i                  | R6 3,0 l (2996 cm³), DOHC                    | wtrysk bezpośredni | 85,00 × 88,00 mm       | 12,0:1             | 272 KM (200 kW) przy 6100 obr./min      | 310 Nm przy 1600–4250 obr./min | 6,5 s              | 250 km/h           |
| 535i                  | R6 3,0 l (2979 cm³), DOHC, twin scroll-turbo | wtrysk bezpośredni | 84,00 × 89,60 mm       | 10,2:1             | 306 KM (225 kW) przy 5800 obr./min      | 400 Nm przy 1200–5000 obr./min | 5,7 s              | 250 km/h           |
| 535ix                 | R6 3,0 l (2979 cm³), DOHC, twin scroll-turbo | wtrysk bezpośredni | 84,00 × 89,60 mm       | 10,2:1             | 306 KM (225 kW) przy 5800 obr./min      | 400 Nm przy 1200–5000 obr./min | 5,6 s              | 250 km/h           |
| 550i                  | V8 4,4 l (4395 cm³), DOHC, twin-turbo        | wtrysk bezpośredni | 89,00 × 88,30 mm       | 10,0:1             | 407 KM (300 kW) przy 5500–6400 obr./min | 600 Nm przy 1750–4500 obr./min | 5,0 s              | 250 km/h           |
| 4.4 M5                | V8 4,4 l (4395 cm³), DOHC, twin-turbo        | wtrysk bezpośredni | 89,00 × 88,30 mm       | 10,0:1             | 560 KM (412 kW) przy 7000 obr./min      | 680 Nm przy 1500–5750 obr./min | 4,4 s              | 250 km/h           |
| Silniki wysokoprężne: |                                              |                    |                        |                    |                                         |                                |                    |                    |
| 518d                  | R4 2,0l (1995 cm³) DOHC, turbo               | wtrysk common rail | 84,00 × 90,00 mm       | 16,5:1             | 150 KM (110 kW) przy 4000 obr./min      | 360 Nm przy 1750–2500 obr./min | 9,5 9,4            | 218 km/h           |
| 520d                  | R4 2,0 l (1995 cm³), DOHC, twin scroll-turbo | wtrysk common rail | 84,00 × 90,00 mm       | 16,5:1             | 184 KM (135 kW) przy 4000 obr./min      | 380 Nm przy 1900–2750 obr./min | 8,1 s 7,9 s        | 227 km/h           |
| 525d                  | R4 2,0 l (1995 cm³), DOHC, twin scroll-turbo | wtrysk common rail | 84,00 × 90,00 mm       | 16,5:1             | 218 KM (160 kW) przy 4400 obr./min      | 450 Nm przy 1500–2500 obr./min | 7 s 6,9 s          | 243 km/h           |
| 525d                  | R6 3,0 l (2993 cm³), DOHC, twin scroll-turbo | wtrysk common rail | 84,00 × 90,00 mm       | 16,5:1             | 204 KM (150 kW) przy 4000 obr./min      | 450 Nm przy 1750–2500 obr./min | 7,2 s              | 236 km/h           |
| 530d                  | R6 3,0 l (2993 cm³), DOHC, twin scroll-turbo | wtrysk common rail | 84,00 × 90,00 mm       | 16,5:1             | 245 KM (180 kW) przy 4000 obr./min      | 540 Nm przy 1750–3000 obr./min | 6,3 s              | 250 km/h           |
| 530d                  | R6 3,0 l (2993 cm³), DOHC, twin scroll-turbo | wtrysk common rail | 84,00 × 90,00 mm       | 16,5:1             | 258 KM (190 kW) przy 4000 obr./min      | 540 Nm przy 1500–3000 obr./min | 6 s 5,7 s          | 250 km/h           |
| 535d                  | R6 3,0 l (2993 cm³), DOHC, twin scroll-turbo | wtrysk common rail | 84,00 × 90,00 mm       | 16,5:1             | 300 KM (220 kW) przy 4400 obr./min      | 600 Nm przy 1750 obr./min      | 5,7 s              | 250 km/h           |
| 535d                  | R6 3,0 l (2993 cm³), DOHC, twin scroll-turbo | wtrysk common rail | 84,00 × 90,00 mm       | 16,5:1             | 313 KM (230 kW) przy 4400 obr./min      | 630 Nm przy 1500–2500 obr./min | 5,5 s 5,1 s        | 250 km/h           |
| M550d                 | R6 3,0 l (2993 cm³), DOHC, tri-turbo         | wtrysk common rail | 84,00 × 90,00 mm       | 16,0:1             | 381 KM (280 kW) przy 4000–4400 obr./min | 740 Nm przy 2000–3000 obr./min | 4,7 s              | 250 km/h           |

## Siódma generacja

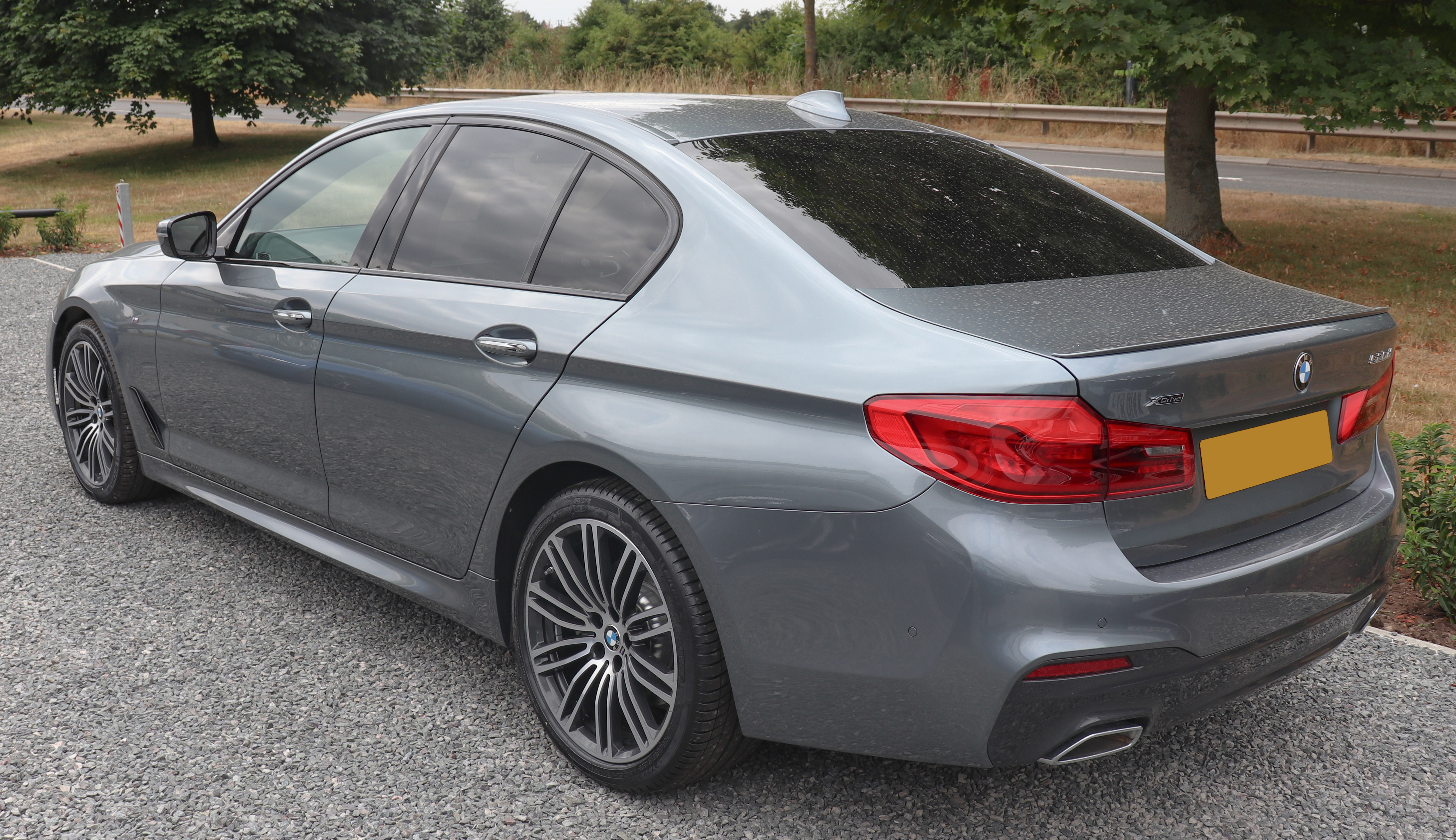
BMW serii 5 VII (G30) – tył

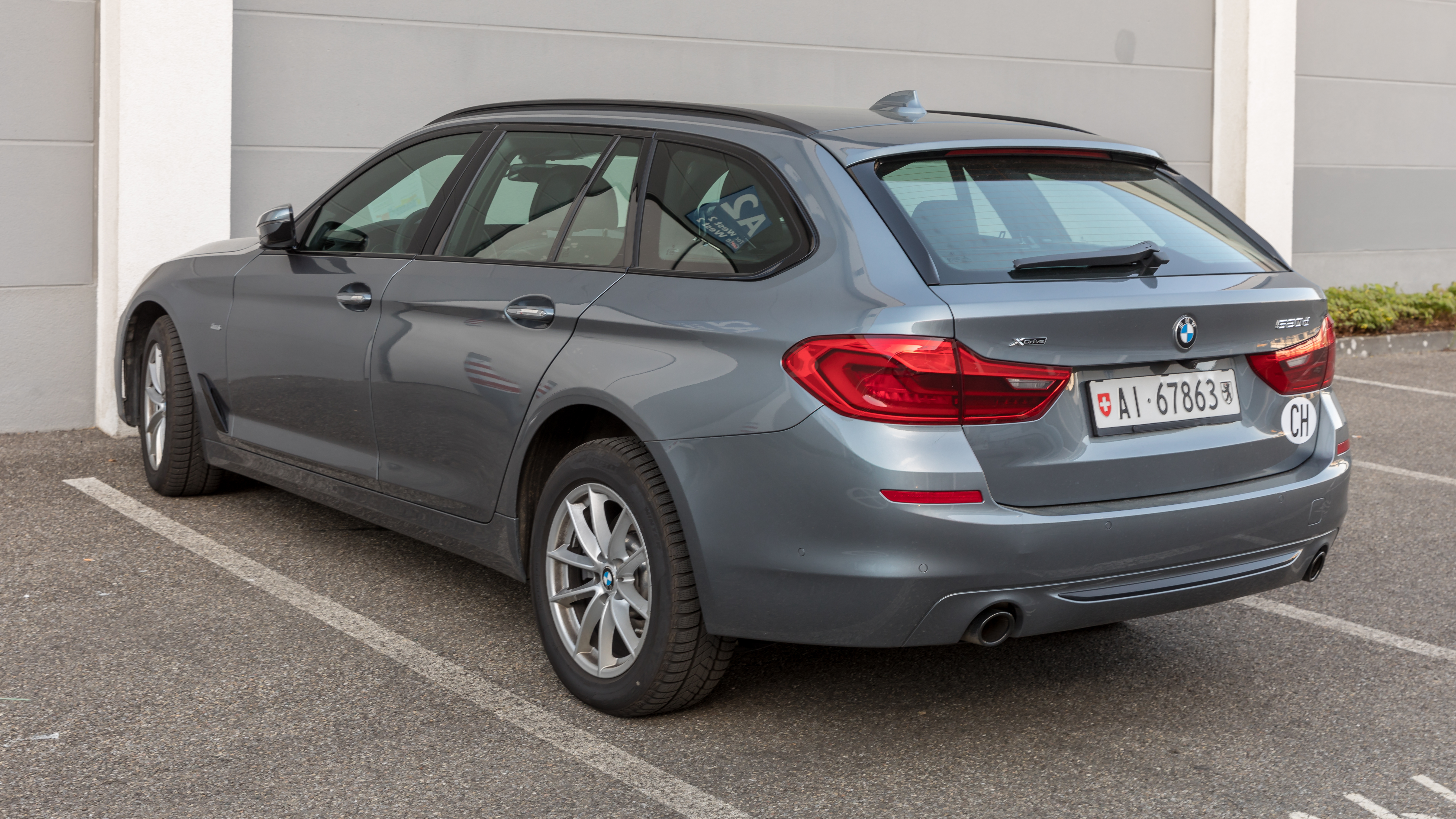
BMW serii 5 VII Touring (G31)

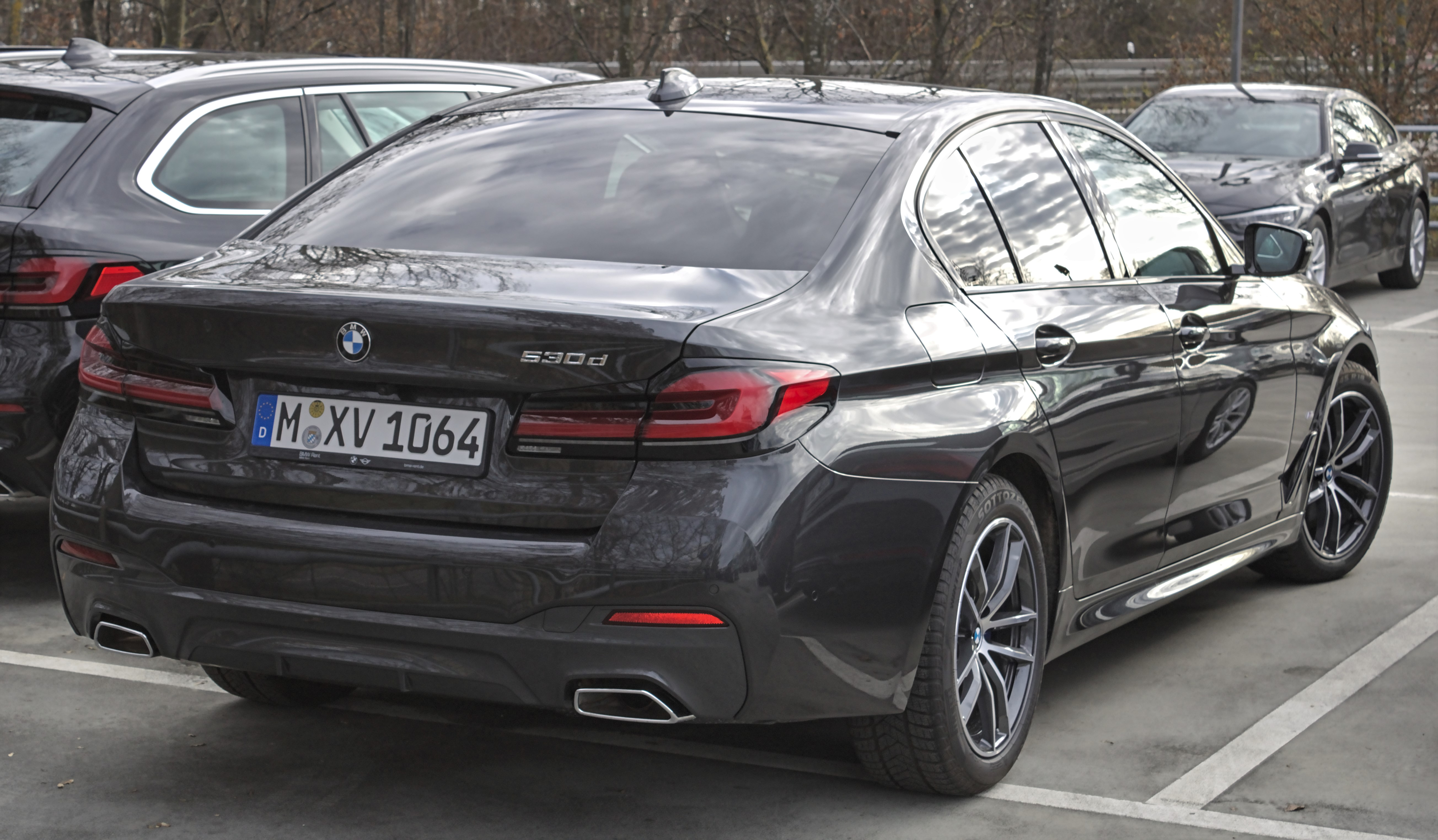
BMW serii 5 VII (G30) po liftingu

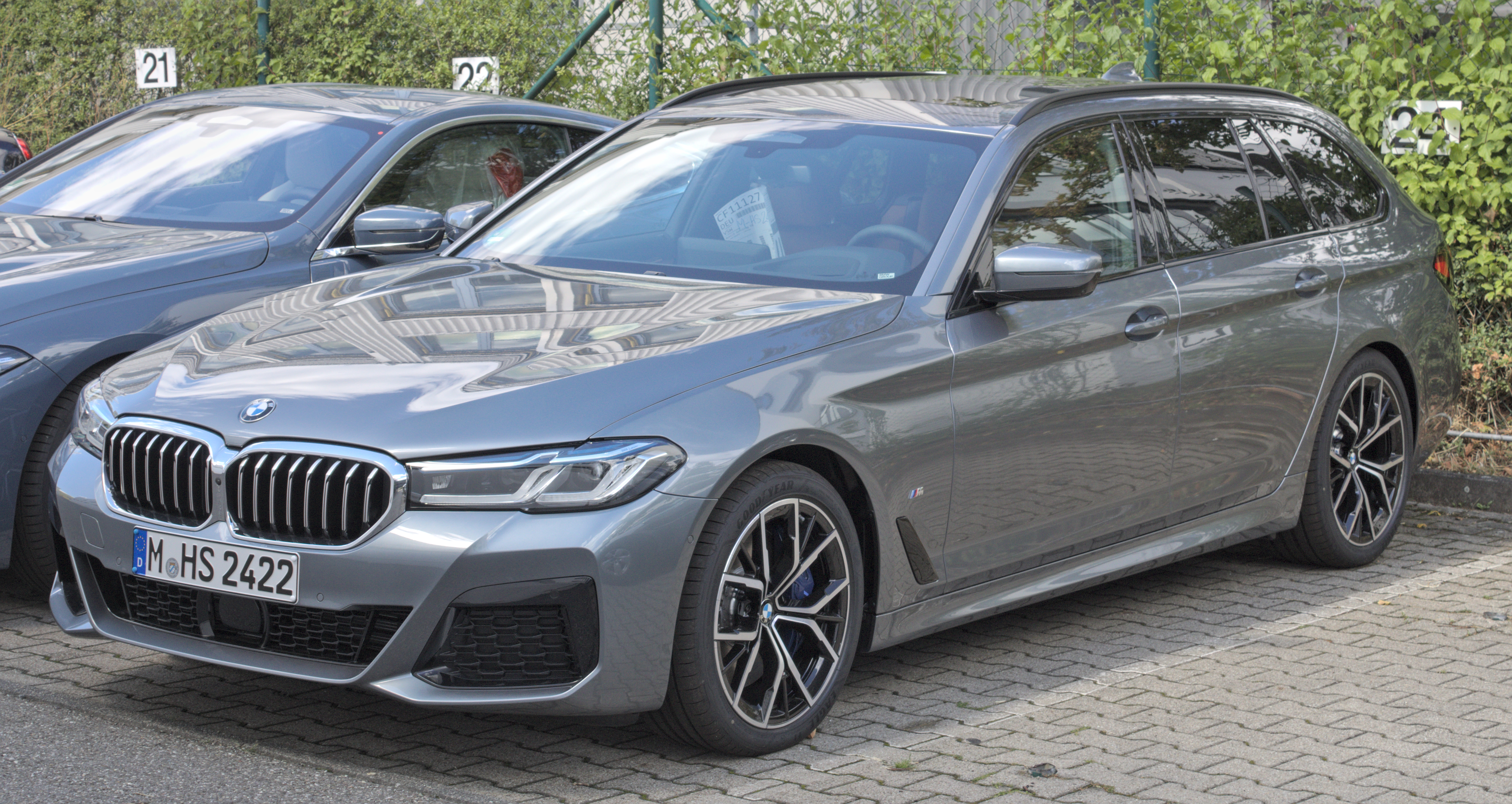
BMW serii 5 VII Touring (G31) po liftingu

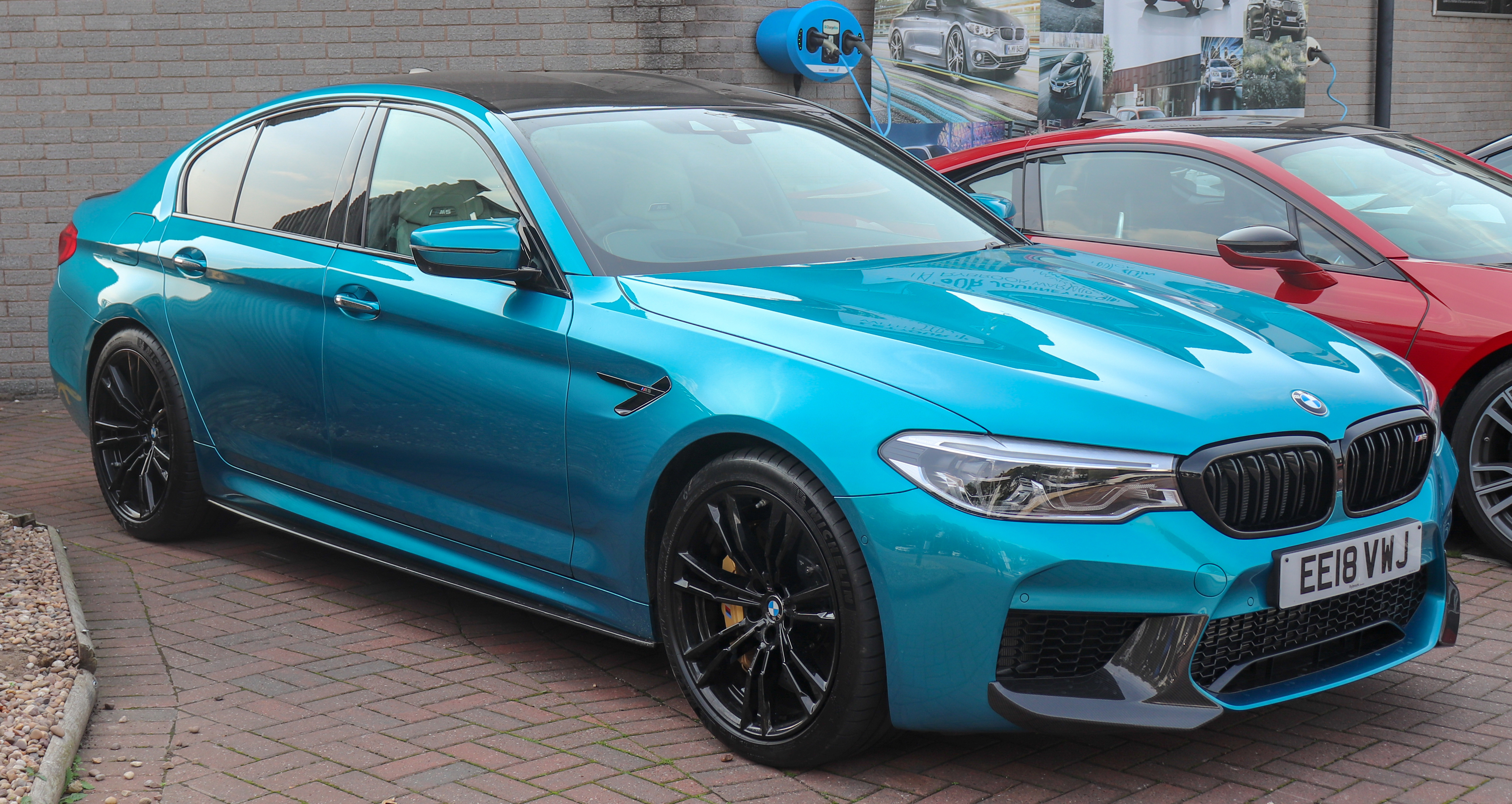
BMW M5 (F90)

BMW serii 5 VII zostało zaprezentowane po raz pierwszy w 2016 roku.
Samochód trafił do produkcji w lutym 2017 roku z kodem fabrycznym G30. Samochód (w wersji BMW 520d Efficient Dynamics Edition) osiągnął współczynnik czołowego oporu aerodynamicznego równy 0,22, co czyni je najbardziej opływową, seryjnie produkowaną limuzyną.
Auto stworzono na nowej modułowej platformie podłogowej Clar, wykorzystaną wcześniej przez największą limuzynę BMW, model G11. Stworzono również odmiany hybrydowe typu plug-in, zarówno na bazie limuzyny, jak i kombi, pod nazwą 530e iPerformance, które wyposażono w zaawansowane systemy wspomagające kierowcę.
Początkowo samochód oferowany był z silnikami 520d, 530d, 530i, 540i. Następnie w marcu 2017 do gamy jednostek dołączył najmocniejszy motor M550i, hybryda plug-in 530e o łącznej mocy 252 KM oraz model 520d EED o zmniejszonym współczynniku oporu powietrza. Najnowsze silniki: 525d, 540d, M550d dostępne są od lipca 2017.
Podczas 87. Salonu Samochodowego w Genewie premierę miała odmiana kombi, która trafiła do oferty w maju bieżącego roku. W tym samym miesiącu, co odmianę Touring zaprezentowano chińską wersję G38, której rozstaw osi zwiększono 133 mm względem europejskiego wariantu.
Standardowe wyposażenie obejmuje liczne systemy z zakresu wspomagania kierowcy – asystent wymijania i ostrzegania przed pojazdami nadjeżdżającymi z boku, asystent zmiany pasa ruchu i utrzymania toru jazdy (działa do prędkości 210 km/h), a także inteligentny tempomat. Auto posiada również funkcję zdalnego parkowania za pomocą smartfona. We wszystkich wersjach (z wyjątkiem 520d) seryjnie montowana jest 8-biegowa automatyczna skrzynia biegów.

### Silniki
| Oznaczenie                      | Pojemność skokowa | Zawory            | Moc maksymalna przy obr./min         | Max. moment obrotowy przy obr./min | Kod silnika       | Prędkość maksymalna         | Okres produkcji   |
| Silniki benzynowe               | Silniki benzynowe | Silniki benzynowe | Silniki benzynowe                    | Silniki benzynowe                  | Silniki benzynowe | Silniki benzynowe           | Silniki benzynowe |
| ------------------------------- | ----------------- | ----------------- | ------------------------------------ | ---------------------------------- | ----------------- | --------------------------- | ----------------- |
| 520i                            | 1998 cm³          | 16                | 135 kW (184 KM) / 5000–6500          | 290 Nm / 1350–4250                 | B48B20            | G31: 225 / G30 235 km/h     | od 07/2017        |
| 530i / 530i xDrive              | 1998 cm³          | 16                | 185 kW (252 KM) / 5200–6500          | 350 Nm / 1450–4800                 | B48B20            | 250 km/h                    | od 02/2017        |
| 540i / 540i xDrive              | 2998 cm³          | 24                | 250 kW (340 KM) / 5500–6500          | 450 Nm / 1380–5200                 | B58B30            | 250 km/h                    | od 02/2017        |
| M550i xDrive                    | 4395 cm³          | 32                | 340 kW (462 KM) / 5500–6000          | 650 Nm / 1800–4750                 | N63B44            | 250 km/h                    | od 03/2017        |
| M5 xDrive                       | 4395 cm³          | 32                | 441 kW (600 KM) / 5600–6700          | 750 Nm / 1800–5600                 | S63B44            | 250 km/h (305 km/h MDriver) | od Q1/2018        |
| Silniki hybrydowe               |                   |                   |                                      |                                    |                   |                             |                   |
| 530e                            | 1998 cm³          | 16                | Łącznie: 185 kW (252 KM) / 4460–6500 | Łącznie: 420 Nm / 1450–4000        | B48B20            | 235 km/h                    | od 03/2017        |
| 545e                            | 2998 cm³          |                   | Łącznie: 394 KM                      | Łącznie: 600 Nm                    | B58X              | 250 km/h                    | od 11/2020        |
| Silniki wysokoprężne            |                   |                   |                                      |                                    |                   |                             |                   |
| 520d Efficient Dynamics Edition | 1995 cm³          | 16                | 140 kW (190 KM) / 4000               | 400 Nm / 1750–2500                 | B47D20            | G30: 237 km/h               | od 03/2017        |
| 520d / 520d xDrive              | 1995 cm³          | 16                | 140 kW (190 KM) / 4000               | 400 Nm / 1750–2500                 | B47D20            | G31: 230 / G30: 238 km/h    | od 02/2017        |
| 525d                            | 1995 cm³          | 16                | 170 kW (231 KM) / 4400               | 500 Nm / 2000                      | B47D20            | G31: 245 / G30: 250 km/h    | od 07/2017        |
| 530d / 530d xDrive              | 2993 cm³          | 24                | 195 kW (265 KM) / 4000               | 620 Nm / 2000–2500                 | B57D30            | 250 km/h                    | od 02/2017        |
| 540d xDrive                     | 2993 cm³          | 24                | 235 kW (320 KM) / 4400               | 680 Nm / 1750–2250                 | B57D30            | 250 km/h                    | od 07/2017        |
| M550d xDrive                    | 2993 cm³          | 24                | 294 kW (400 KM) / 4000–4400          | 760 Nm / 2000–3000                 | B57D30            | 250 km/h                    | od 07/2017        |

## Ósma generacja

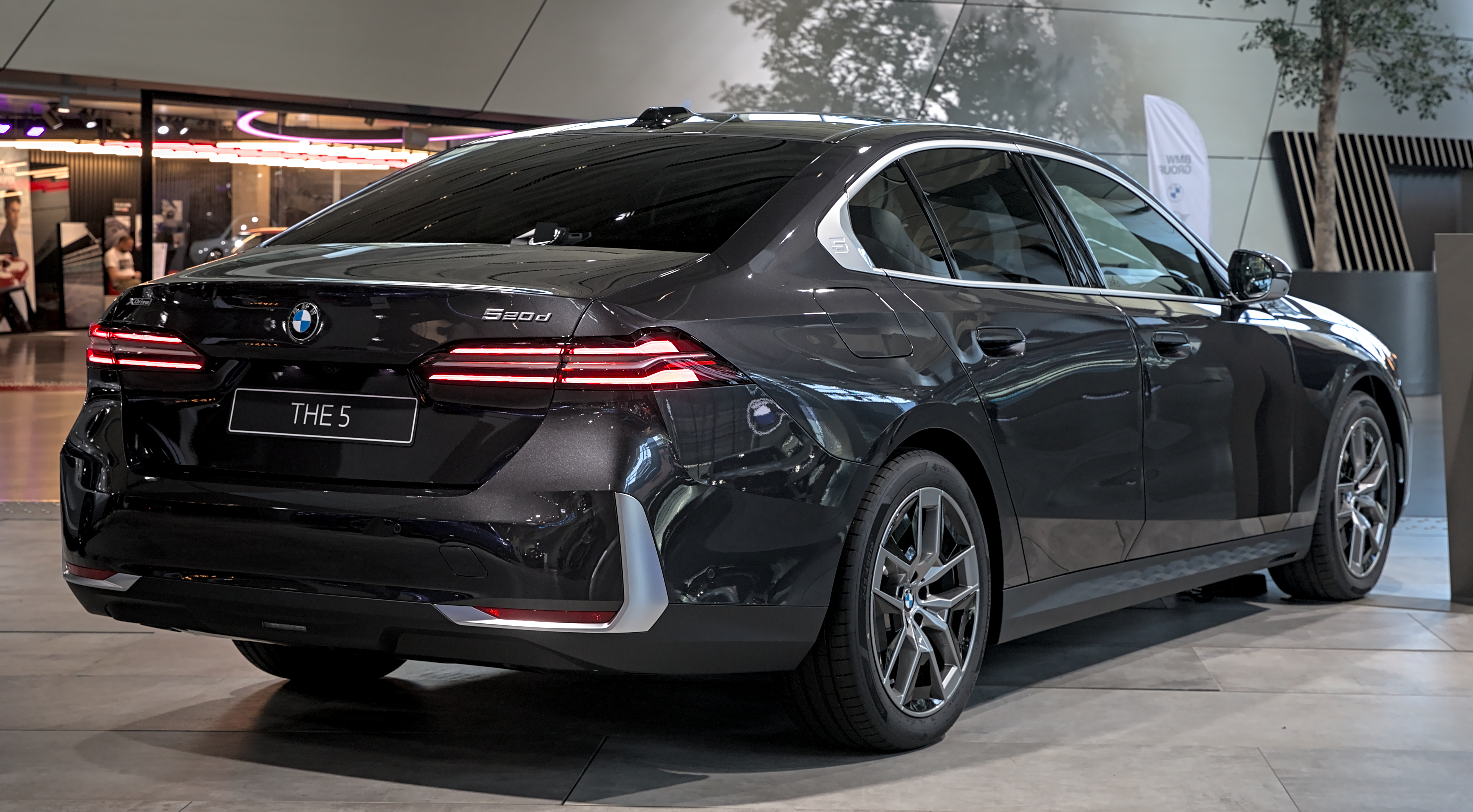
BMW serii 5 VIII (G60) – tył

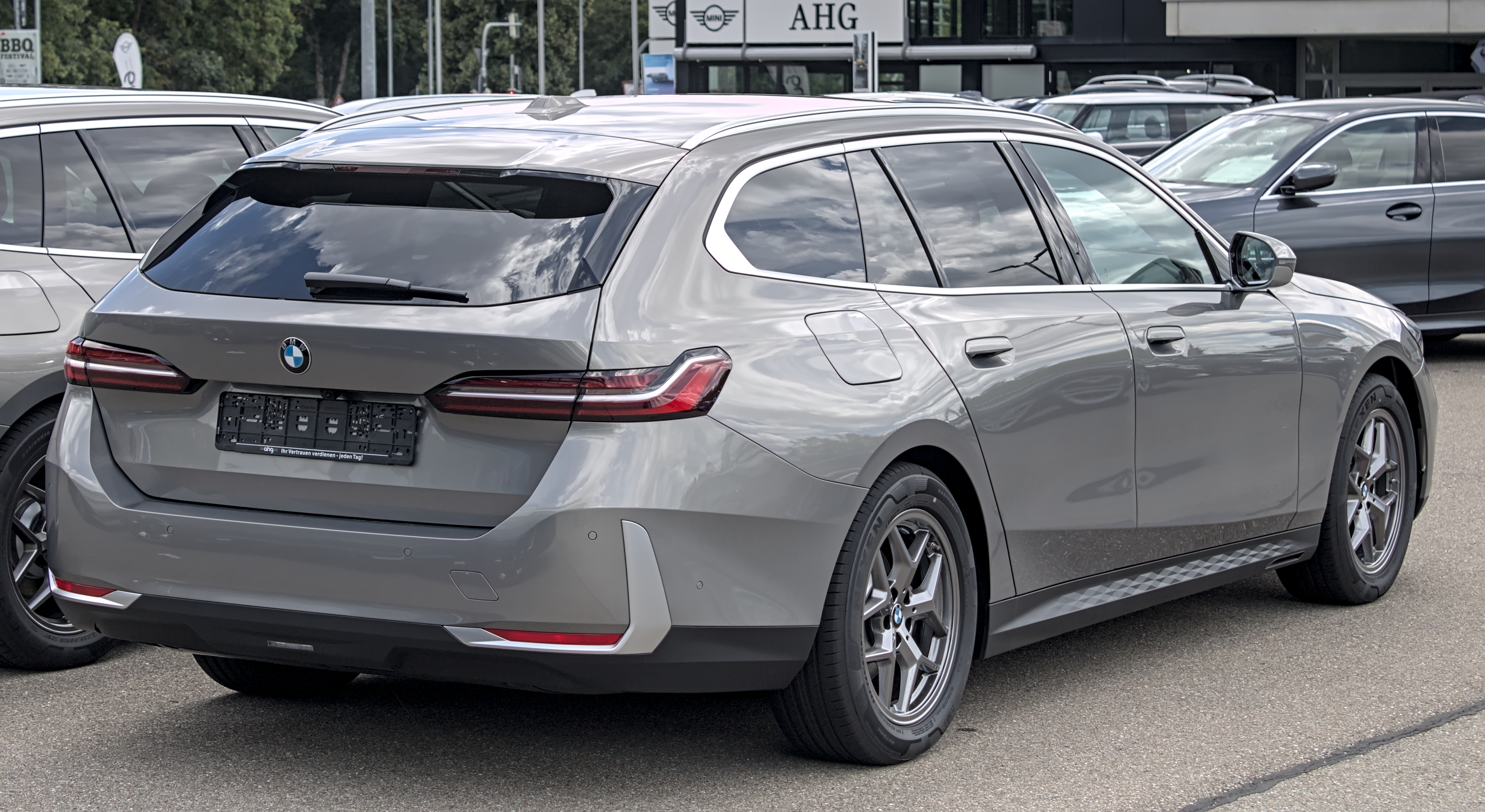
BMW serii 5 VIII Touring (G61)

BMW serii 5 VIII zadebiutował oficjalnie 24 maja 2023 roku.
Samochód trafił do produkcji latem 2023 roku z kodem fabrycznym G60. Po raz pierwszy w historii modelu ósma generacja nie ma w sobie, poza odmianą M5, silnika V8. Paleta jednostek napędowych jest bardzo bogata. Pod maskę trafiły silniki zarówno benzynowe oraz diesle, jak i hybrydy plug-in. W sierpniu 2023 roku zaprezentowano wydłużoną odmianę L przeznaczoną na rynek chiński. Na początku 2024 roku wprowadzono do sprzedaży odmianę kombi Touring z kodem G61. Auto rozmiarami i wymiarami jest zbliżone do poprzednika. Samochód trafił do sprzedaży jesienią 2023 roku.

### Silniki
| Oznaczenie  | Pojemność skokowa | 0–100 km/h | Moc maksymalna przy obr./min | Max. moment obrotowy przy obr./min | Kod silnika | Prędkość maksymalna    | Okres produkcji |
| ----------- | ----------------- | ---------- | ---------------------------- | ---------------------------------- | ----------- | ---------------------- | --------------- |
| 520i        | 1998 cm³          | 7,5        | 140 kW (190 KM) / 4400–6500  | 310 Nm/ 1500–4000                  | B48B20P     | 230 km/h               | od 10/2023      |
| 530i        | 1998 cm³          | 6,2        | 190 kW (258 KM) / 4700–6500  | 400 Nm/ 1600–4500                  |             | 250 km/h               | od 10/2023      |
| 530i xDrive | 1998 cm³          | 6,1        | 190 kW (258 KM) / 4700–6500  | 400 Nm/ 1600–4500                  |             | 250 km/h               | od 10/2023      |
| 540i xDrive | 2998 cm³          | 4,7        | 280 kW (381 KM) / 5250–6250  | 520 Nm/ 1850–5000                  |             | 250 km/h               | od wiosny 2024  |
| 530e        | 1998 cm³          | 6,3        | 140 kW (190 KM) / 4400–6500  | 310 Nm/ 1500–4000                  |             | 230 km/h G61: 220 km/h | od 11/2023      |
| 530e xDrive | 1998 cm³          |            | 140 kW (190 KM) / 4400–6500  | 310 Nm/ 1500–4000                  |             | 218 km/h               | od 07/2024      |
| 550e xDrive | 2998 cm³          | 4,3        | 230 kW (313 KM) / 5000–6500  | 450 Nm/ 1750–4700                  |             | 250 km/h               | od 11/2023      |
| 520d        | 1995 cm³          | 7,3        | 145 kW (197 KM) / 4000       | 400 Nm/ 1500–2750                  | B47D20B     | 233 km/h G61: 220 km/h | od 10/2023      |
| 520d xDrive | 1995 cm³          | 7,3        | 145 kW (197 KM) / 4000       | 400 Nm/ 1500–2750                  | B47D20B     | 228 km/h G61: 218 km/h | od 10/2023      |
| 540d xDrive | 2993 cm³          |            | 210 kW (286 KM) / 4000       | 650 Nm/ 1500–2500                  |             | 250 km/h               | od 07/2024      |

### i5

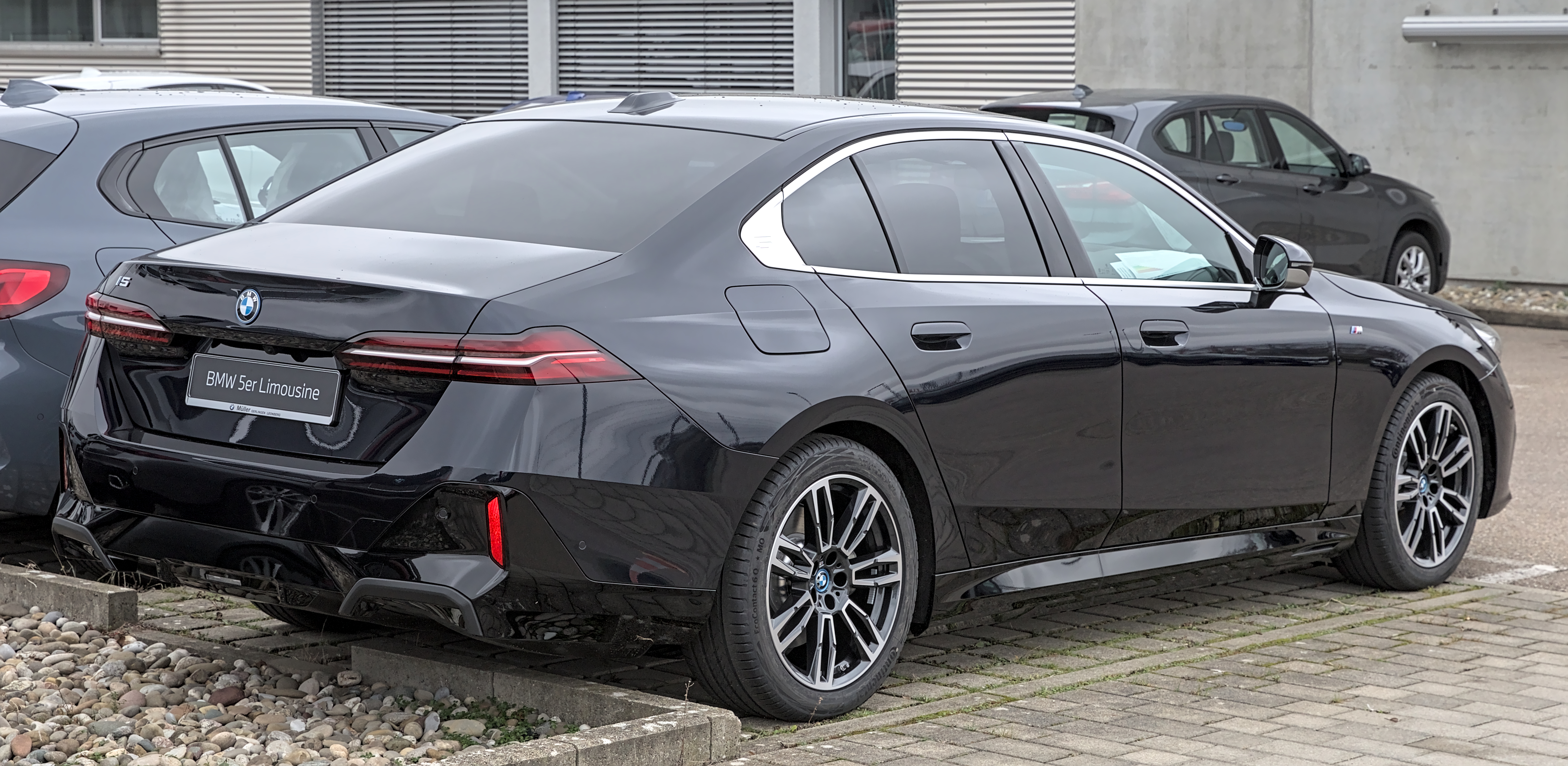
BMW i5 – tył

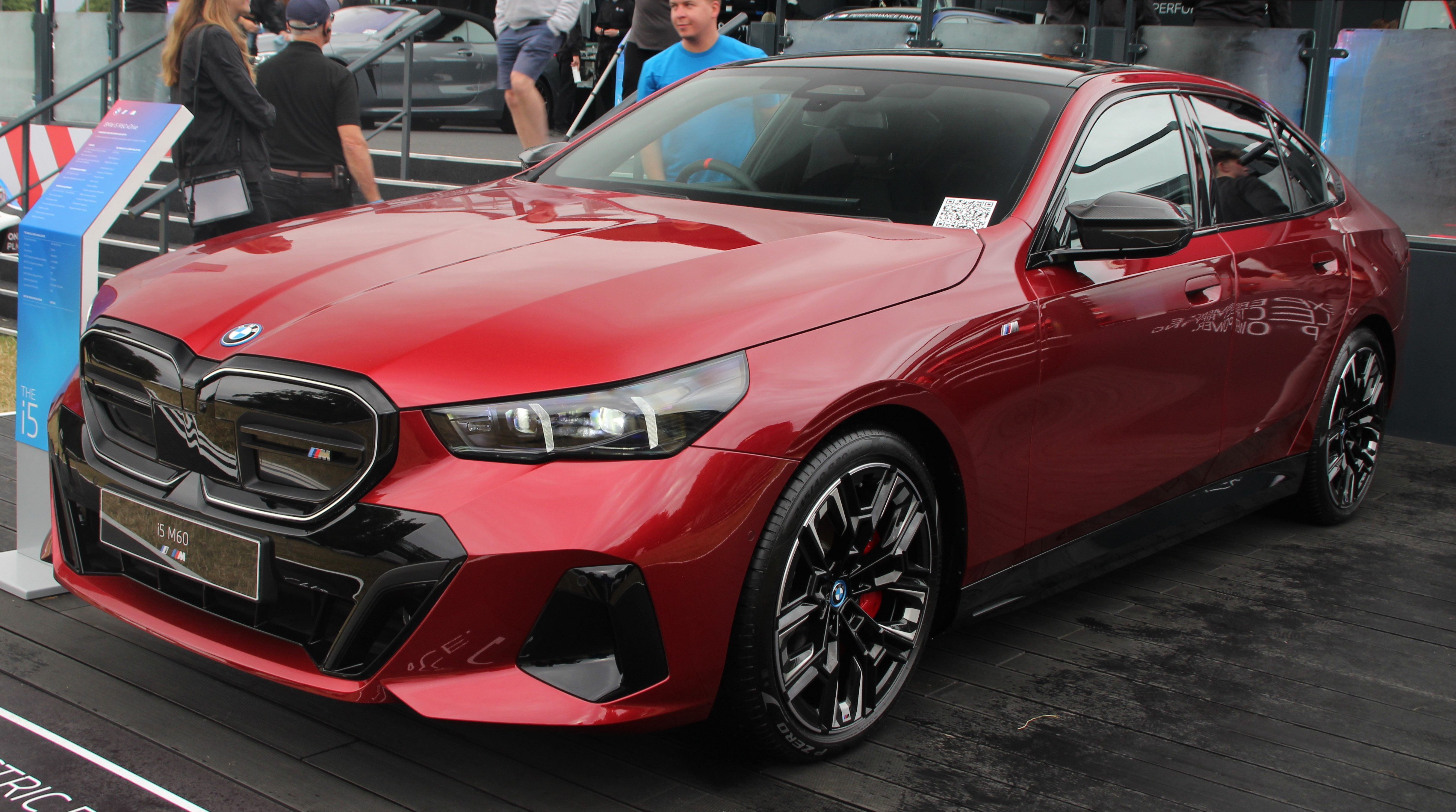
BMW i5 M60

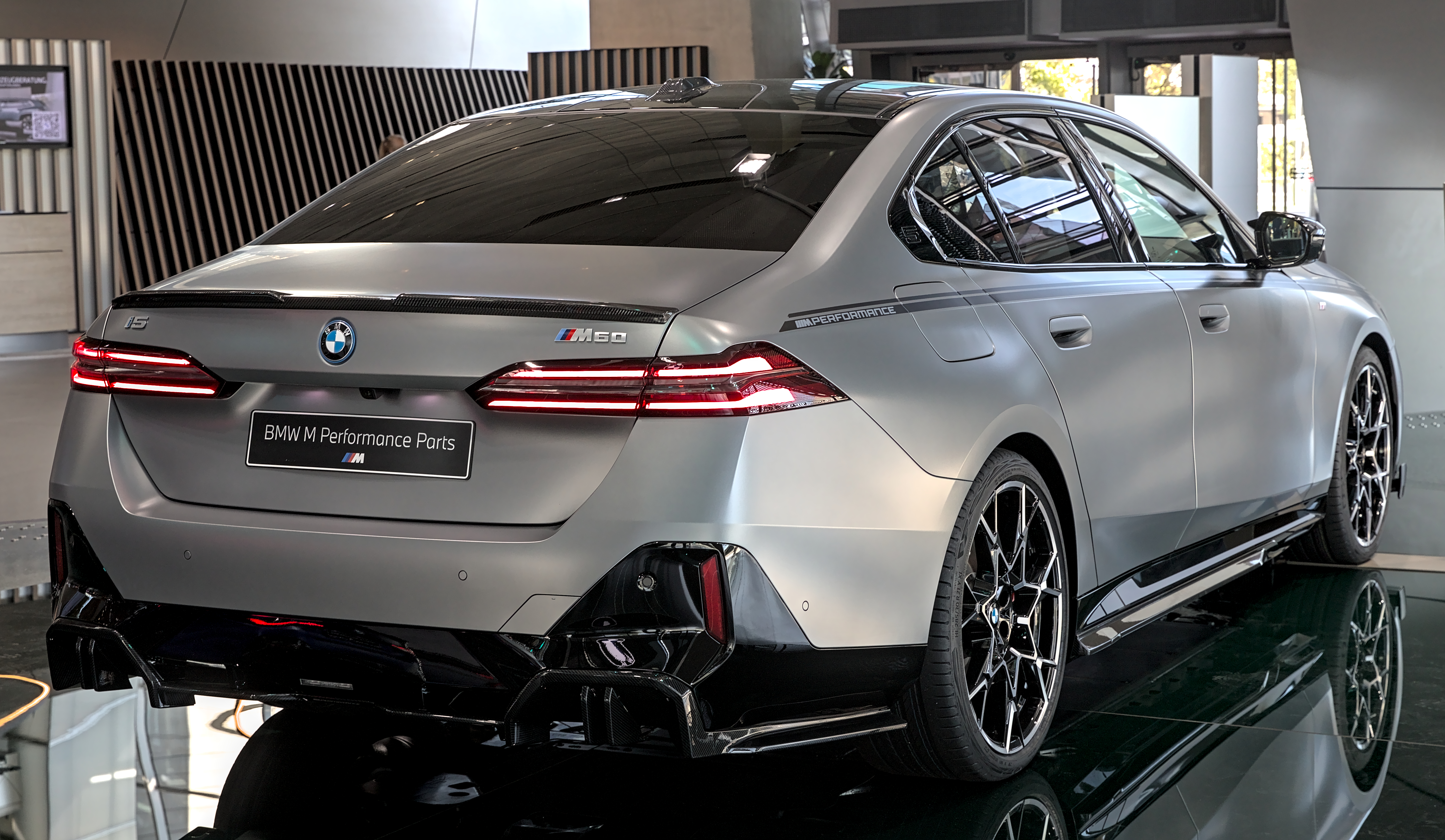
BMW i5 M60 M Performance Parts

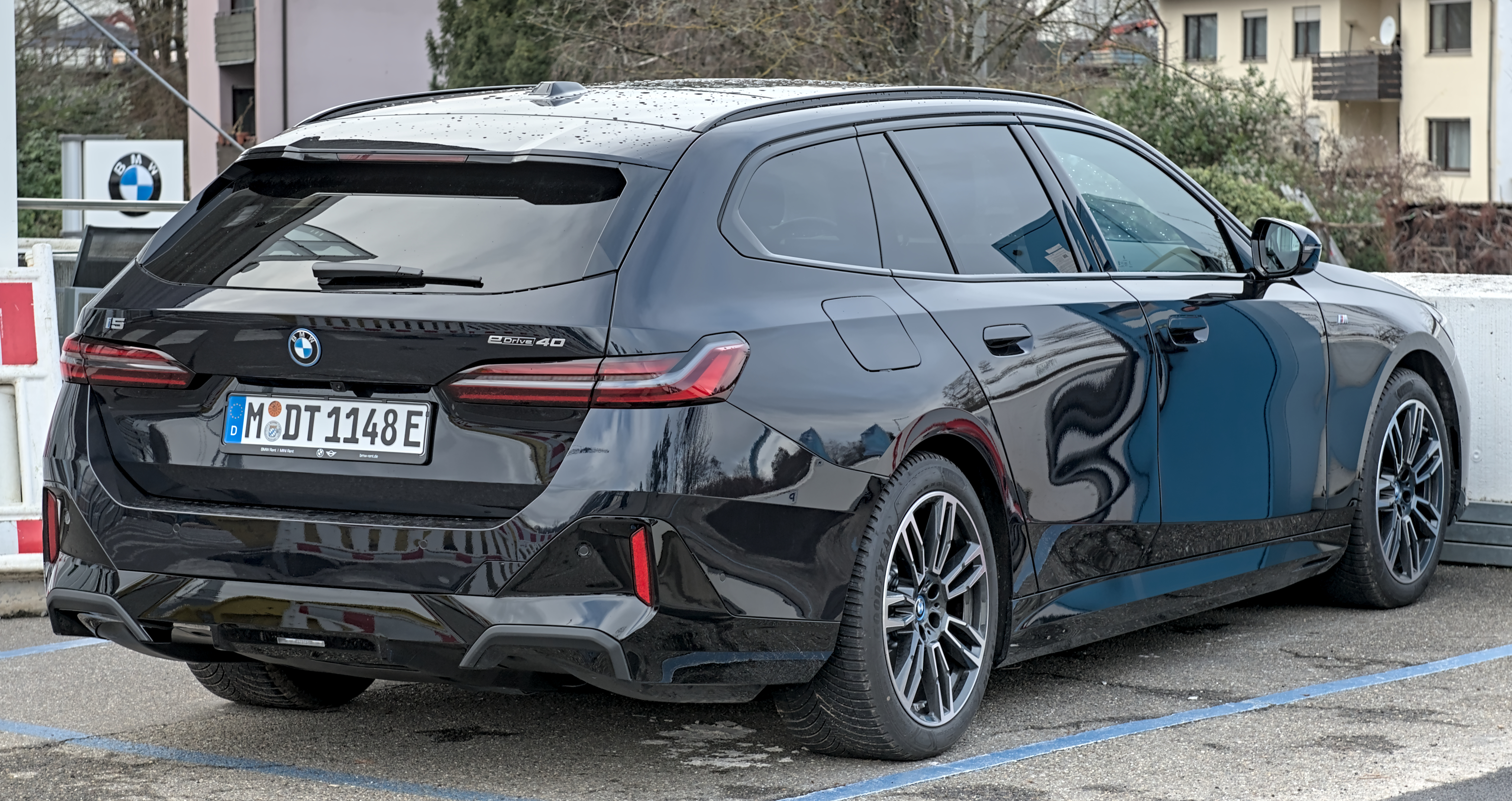
BMW i5 Touring

BMW i5 zostało zaprezentowane oficjalnie podobnie jak spalinowe G60 24 maja 2023 roku.
Po raz pierwszy w historii modelu ósma generacja jest w 100% elektryczna. Latem 2023 roku zaprezentowano też wydłużoną elektryczną odmianę L przeznaczoną na rynek chiński. W 2024 roku zostało wprowadzone na rynek BMW i5 Touring, pierwsze elektryczne kombi marki. Pod maską elektrycznego samochodu można znaleźć trzy silniki:
- eDrive40 jeden silnik elektryczny o mocy 355 KM.
- xDrive40 dwa silniki elektryczne o mocy 500 KM
- M60 dwa silniki elektryczne o mocy 608 KM.

### Silniki
| Oznaczenie    | Maksymalny moment obrotowy | Moc maksymalna         | Okres produkcji |
| ------------- | -------------------------- | ---------------------- | --------------- |
| i5 eDrive40   | 430 Nm / 0–5000            | 250 kW (340 KM) /8000  | od 10/2023      |
| i5 xDrive40   | 590 Nm                     | 290 kW (394 PS)        | od 03/2024      |
| i5 M60 xDrive | 820 Nm / 0–5000            | 442 kW (601 PS) / 8000 | od 10/2023      |